# 機械遺産
機械遺産（きかいいさん、Mechanical Engineering Heritage）は、一般社団法人日本機械学会が機械技術の発展に貢献したとして認定した、日本国内の物件の総称である。

## 概要
2007年6月、日本機械学会の設立110周年を記念して設けられた制度である。国内の機械の中でも特に我々の生活に大きな影響を与えた機械・機器、関連システム、工場、設計仕様書、教科書などを、記念物として認定する。選定基準は社会発展に貢献した機械であることや、現存していて実際に動かせる状態であることである。認定後には、企業などが所有を継続できなくなった場合に国立科学博物館や地方公共団体への移管の仲介を行い、遺産の処分や散逸を防ぐとしている。
なお、日本機械学会では毎年数件ずつ選定して認定する予定である。

## 分類
機械遺産は
- Site（機械遺産のある歴史的な風景）
- Landmark（機械を含む象徴的な建造物・構造物）
- Collection（保存・収集された機械）
- Documents（記録に残る機械関連文書類）

の4つの区分に分けられている。

## 2007年度認定遺産一覧
Site
- 1 小菅修船場跡の曳揚げ装置（長崎県）

Landmark
- 2 熊本大学の旧機械実験工場と文化財工作機械群（熊本県）

Collection
- 3 足踏旋盤（愛知県）
- 4 陸用蒸気タービン（長崎県）
- 5 10A型ロータリーエンジン（広島県）
- 6 ホンダCVCCエンジン（栃木県）
- 7 民間航空機用FJR710ジェットエンジン（東京都）
- 8 ヤンマー小形横形水冷ディーゼルエンジンHB形（汎用小型ディーゼルエンジン）（滋賀県）
- 9 ゐのくち式渦巻きポンプ（愛知県）
- 10 高周波発電機（愛知県）
- 11 東海道新幹線0系電動客車（大阪府）
- 12 230形233号タンク式蒸気機関車（大阪府）
- 13 旅客機YS11（東京都）
- 14 カブ号F型（ホンダ自転車用補助エンジン）（栃木県）
- 15 麦わら帽子製造用環縫ミシン（愛知県）
- 16 無停止杼換式豊田自動織機（G型）第1号機（愛知県）
- 17 活版印刷機（東京都）
- 18 コマツブルドーザーG40（小松1型均土機）（静岡県）
- 19 オリンパスガストロカメラGT-I（東京都）
- 20 バックトン万能試験機（兵庫県）
- 21 万能製図機械MUTOH「ドラフターMH-I」（東京都）
- 22 万年自鳴鐘（東京都）
- 23 旧筑後川橋梁（筑後川昇開橋）（福岡県、佐賀県）

Documents
- 24 機械学会黎明期の学術図書（機械学会誌創刊号・機械工学術語集及び機械工学便覧）（東京都）
- 25 東京帝国大学水力学及び水力機講義ノート（真野文二 / 井口在屋教授）（東京都）

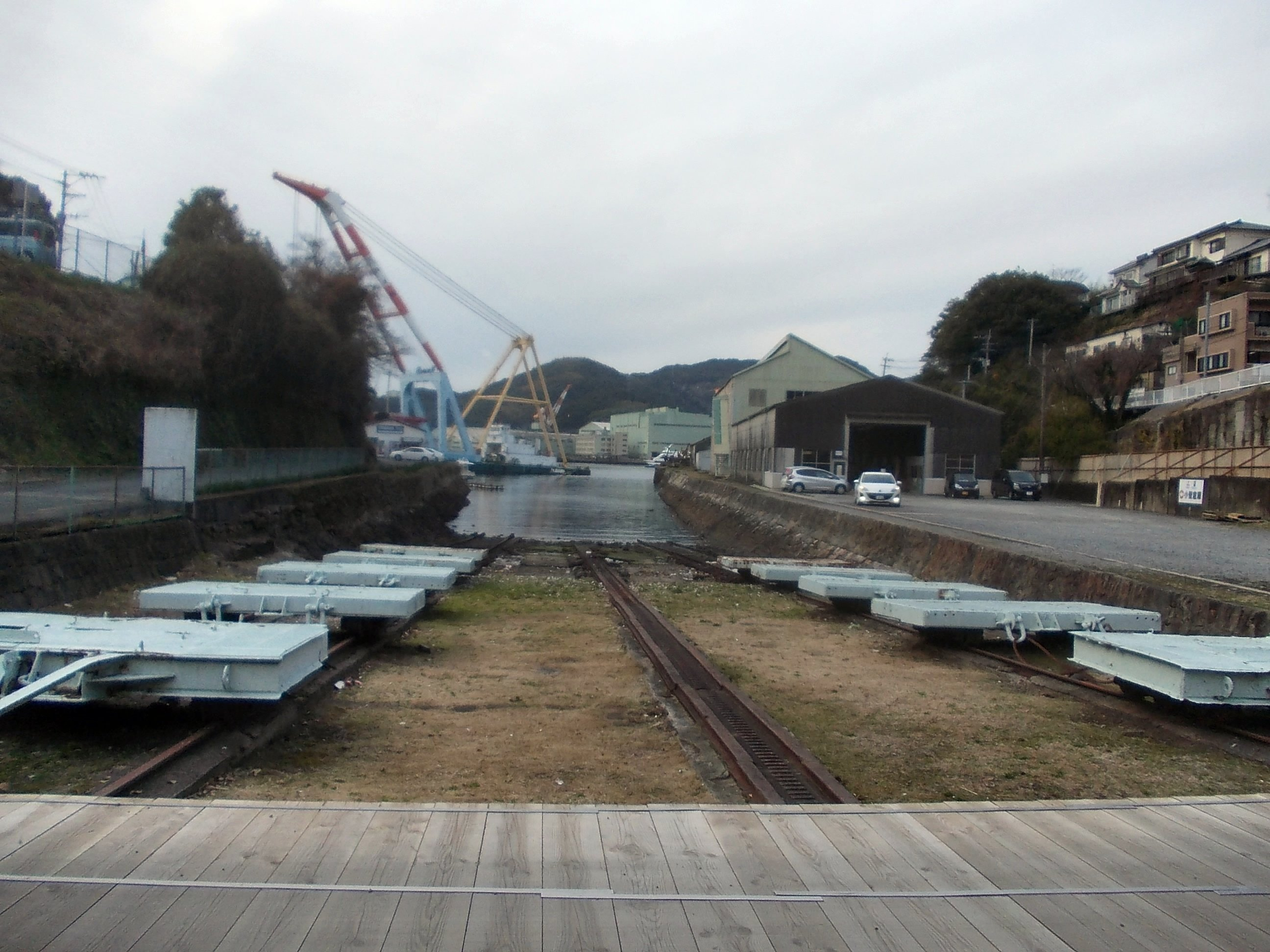
小菅修船場跡の曳揚げ装置
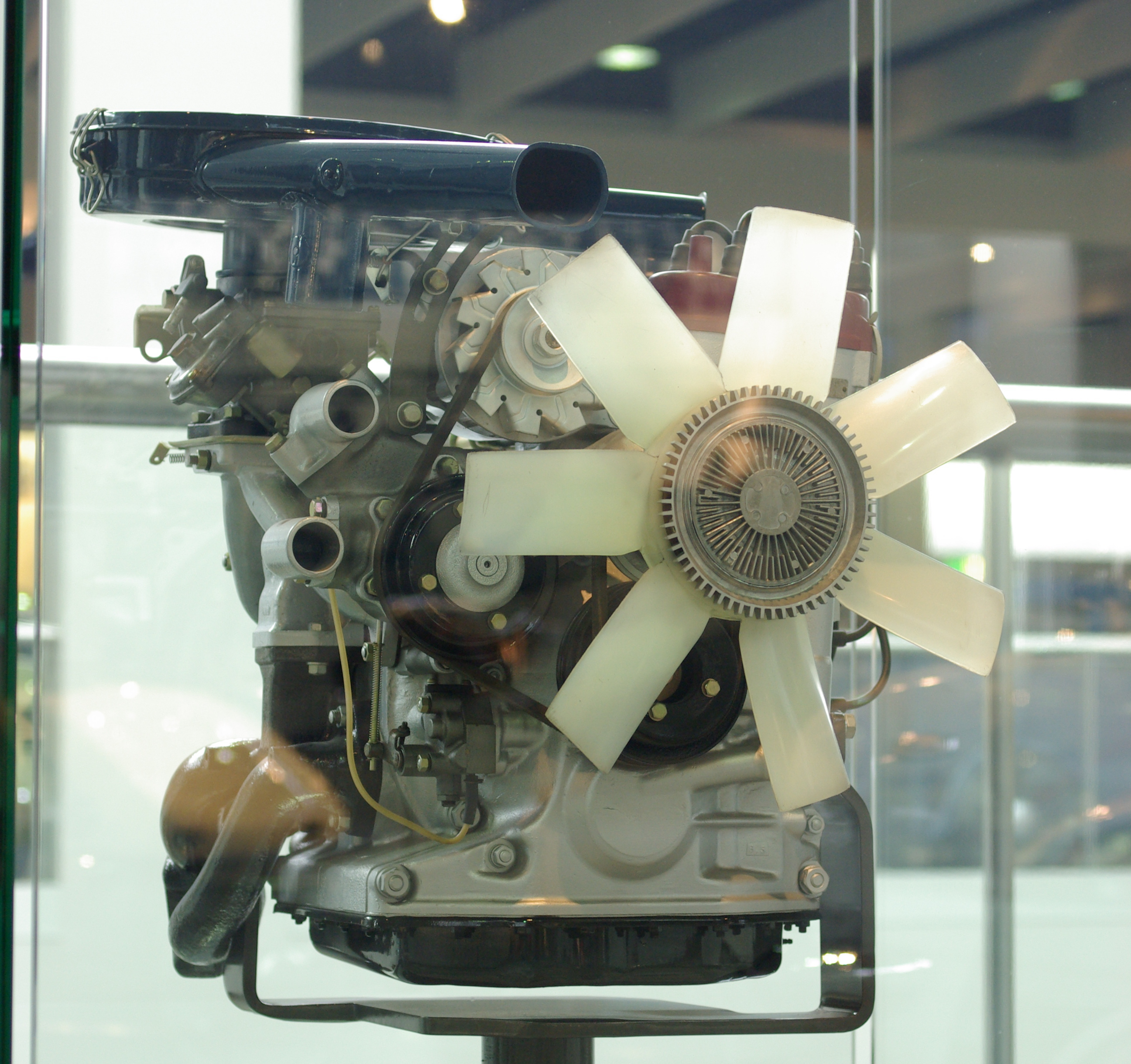
10A型ロータリーエンジン
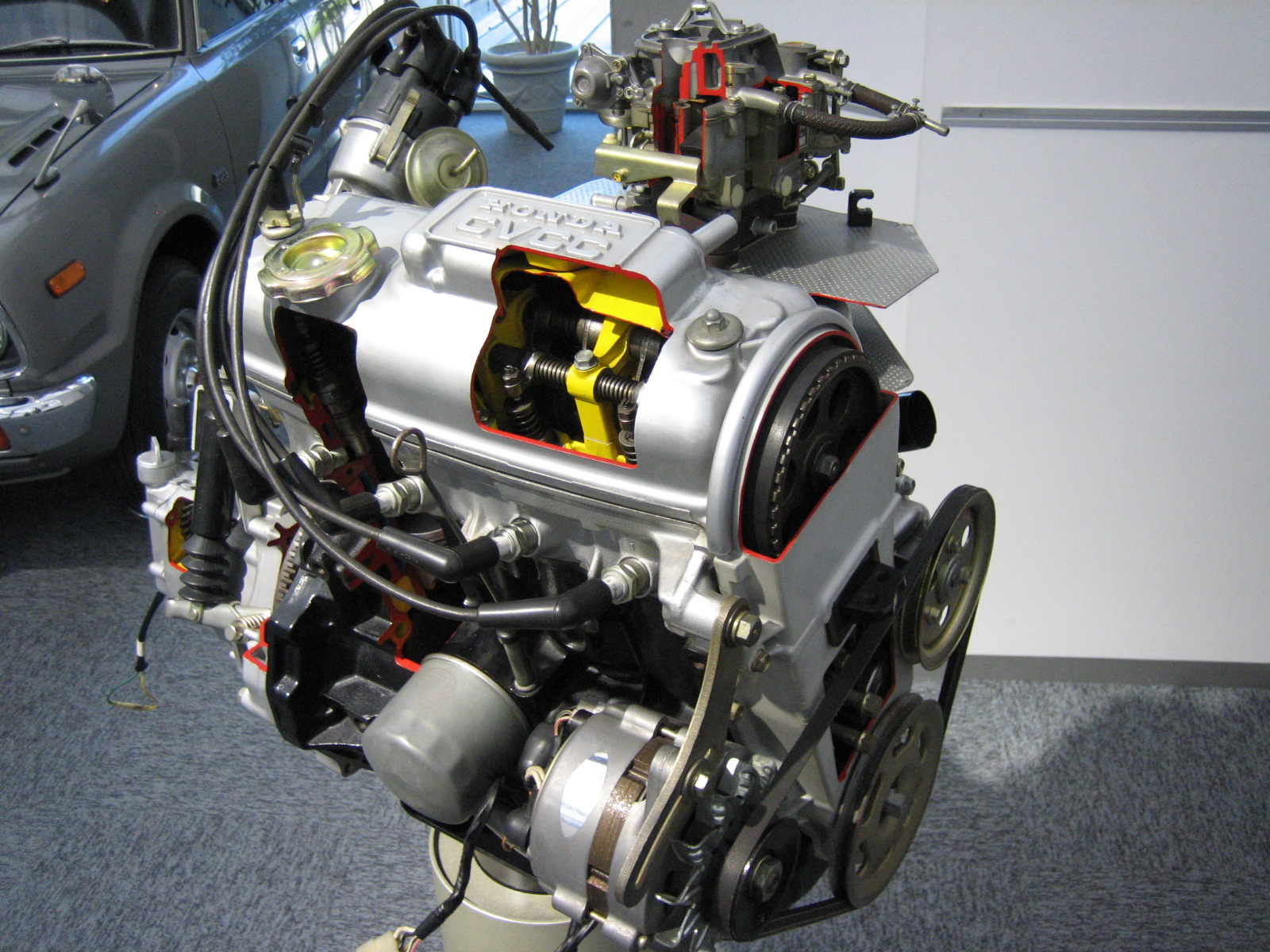
CVCCエンジン
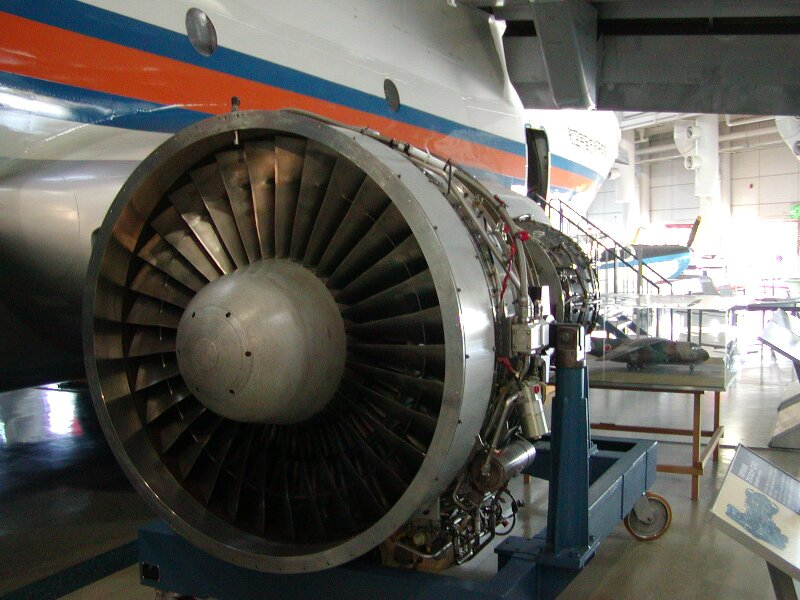
FJR710ジェットエンジン
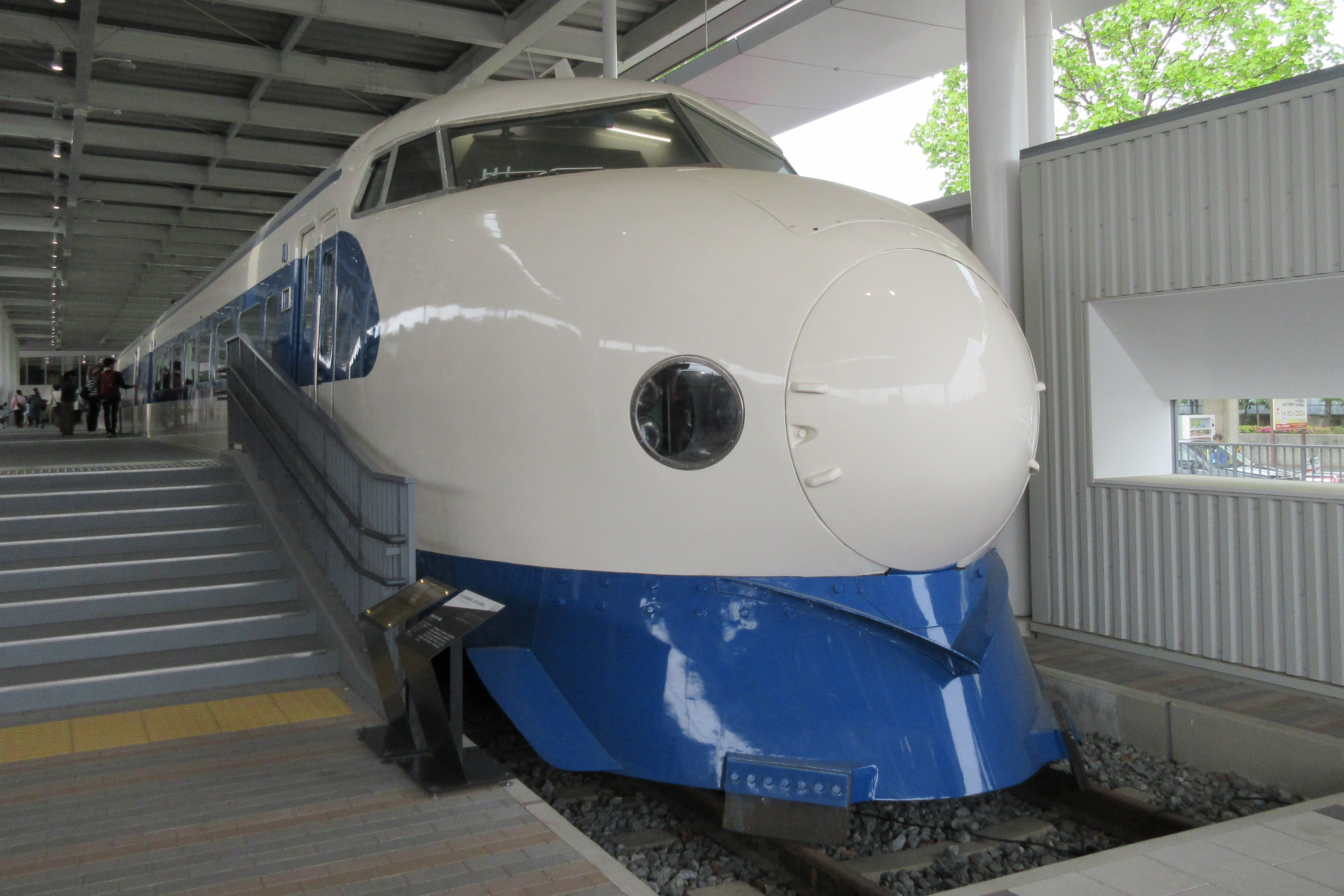
新幹線0系電車
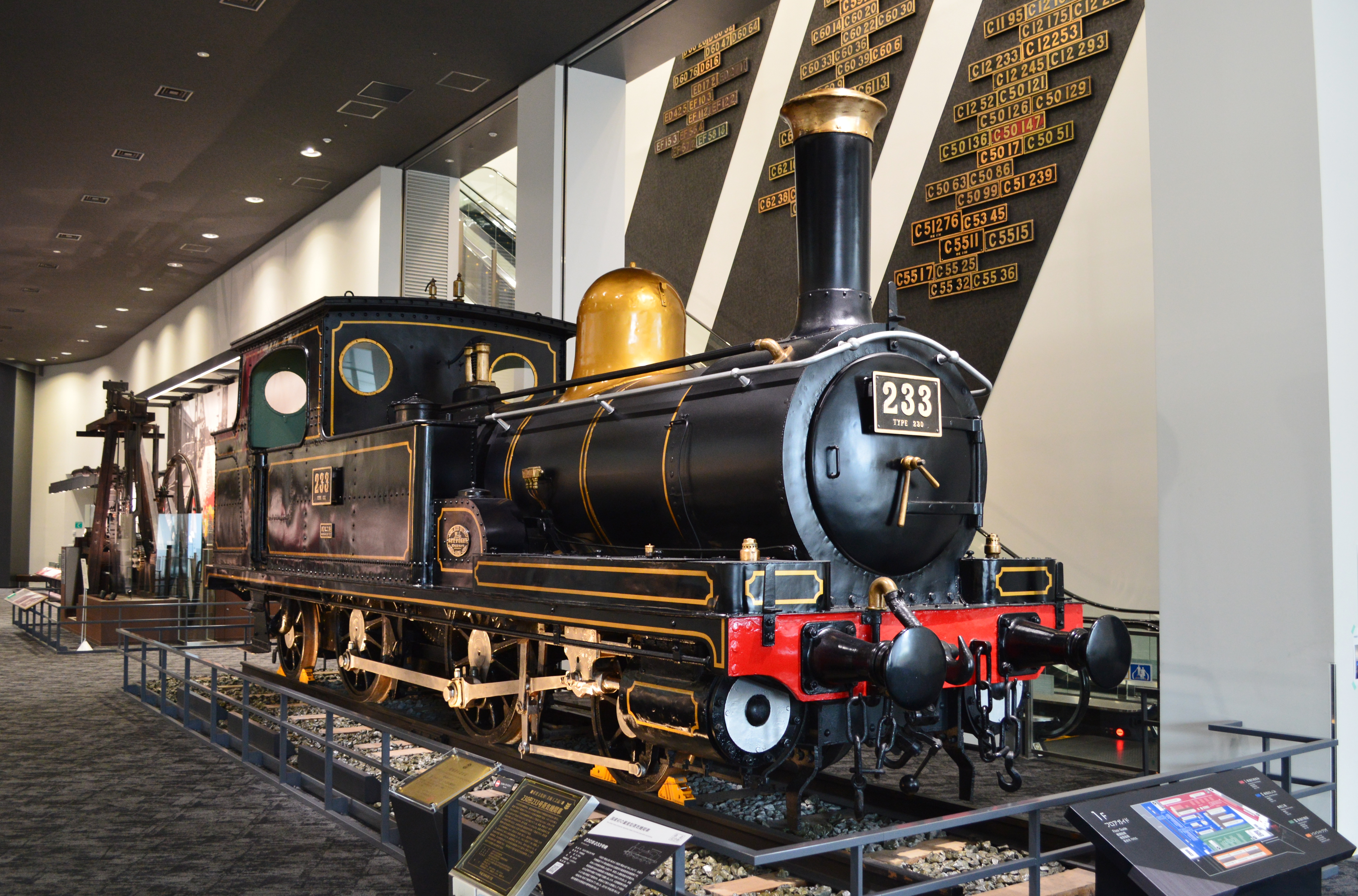
230形蒸気機関車
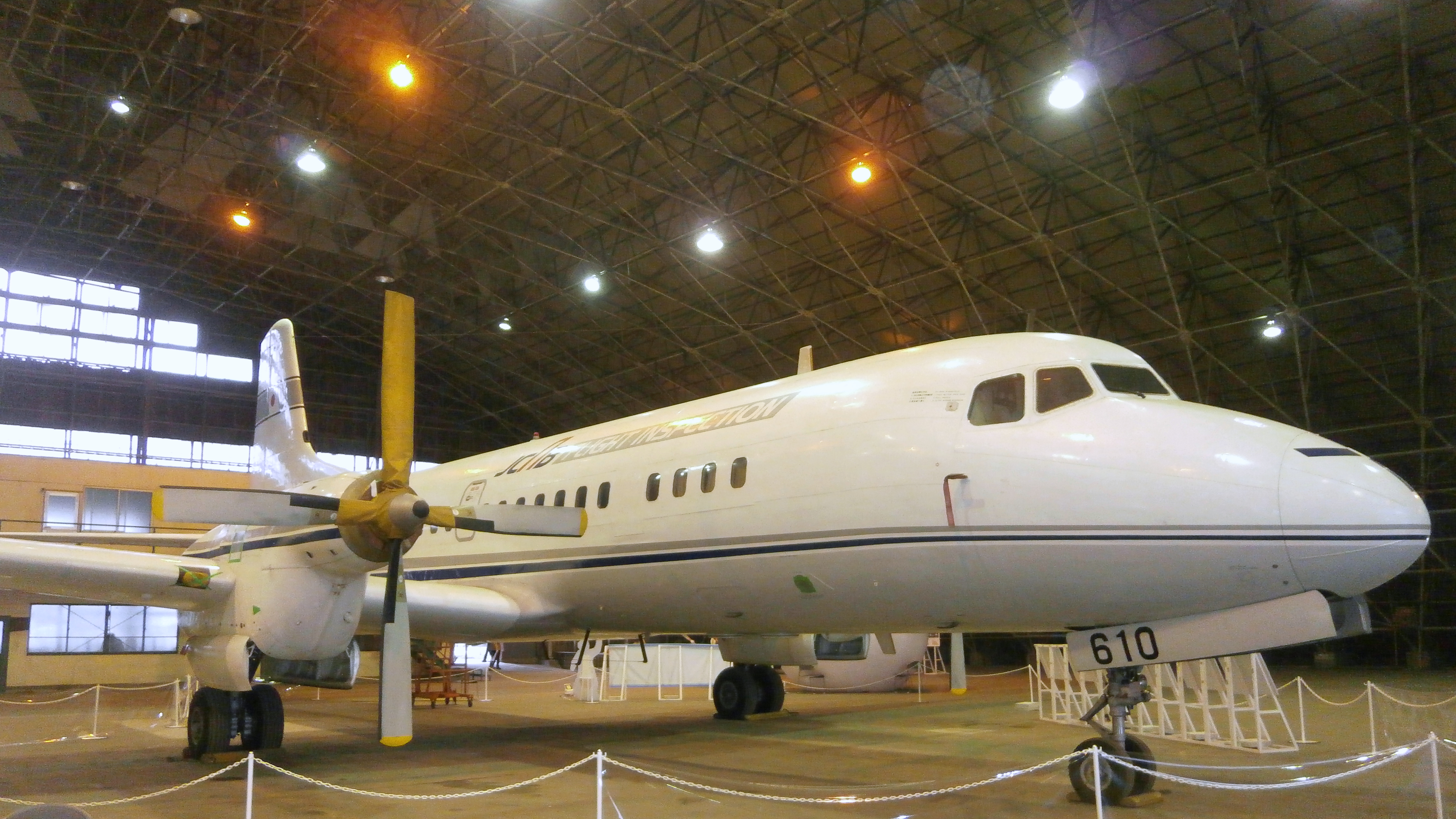
YS11旅客機
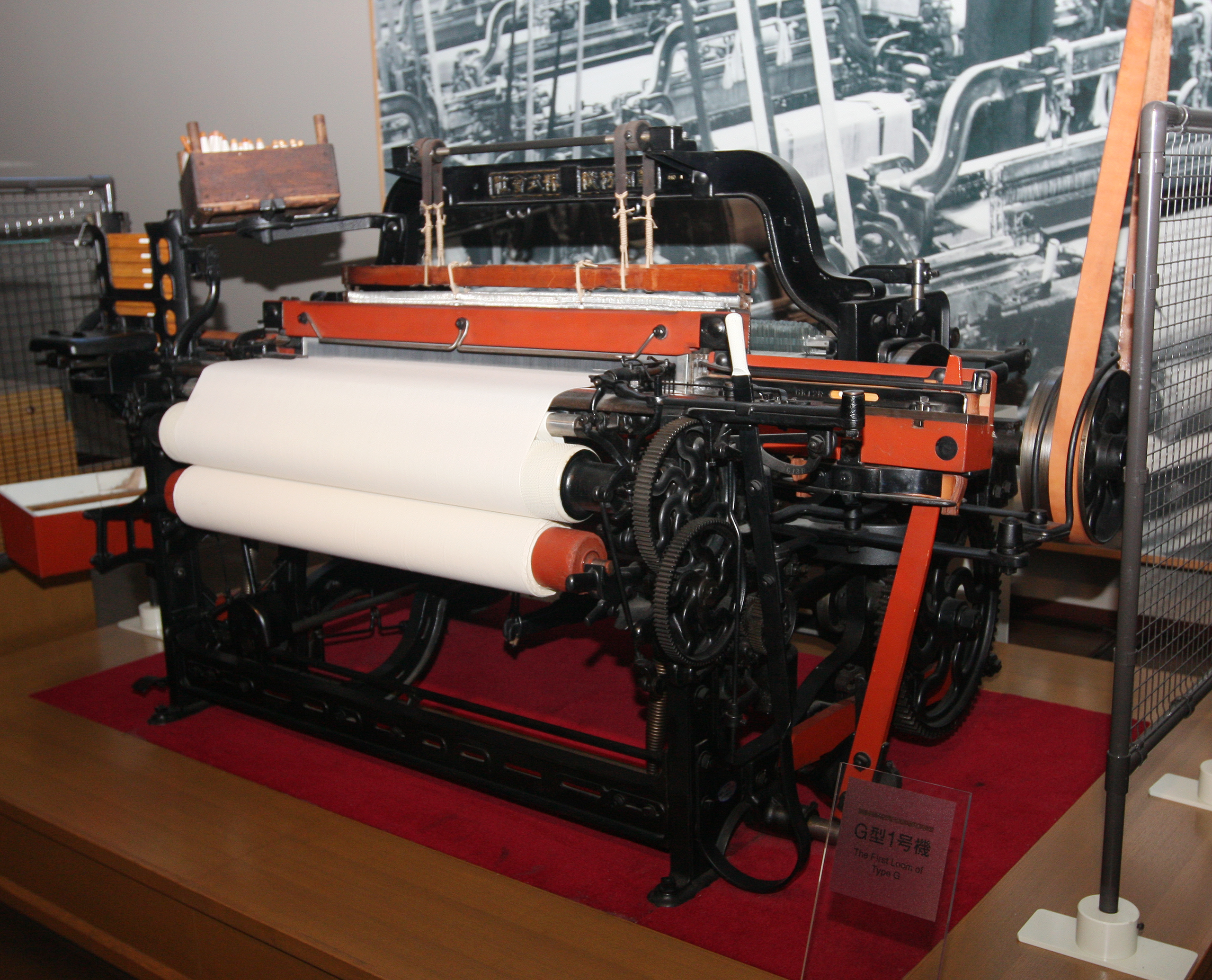
豊田自動織機（G型）第1号機
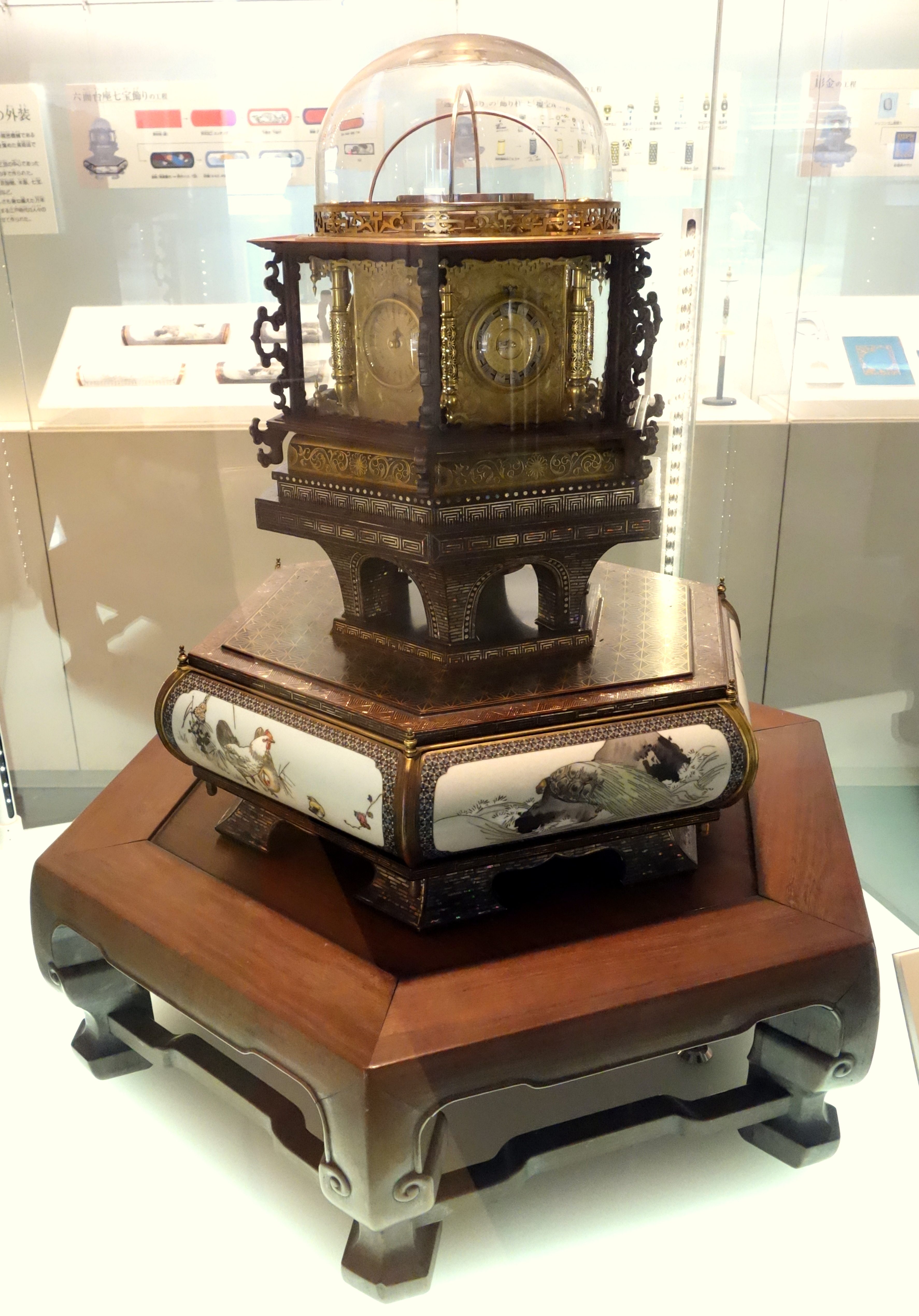
万年自鳴鐘
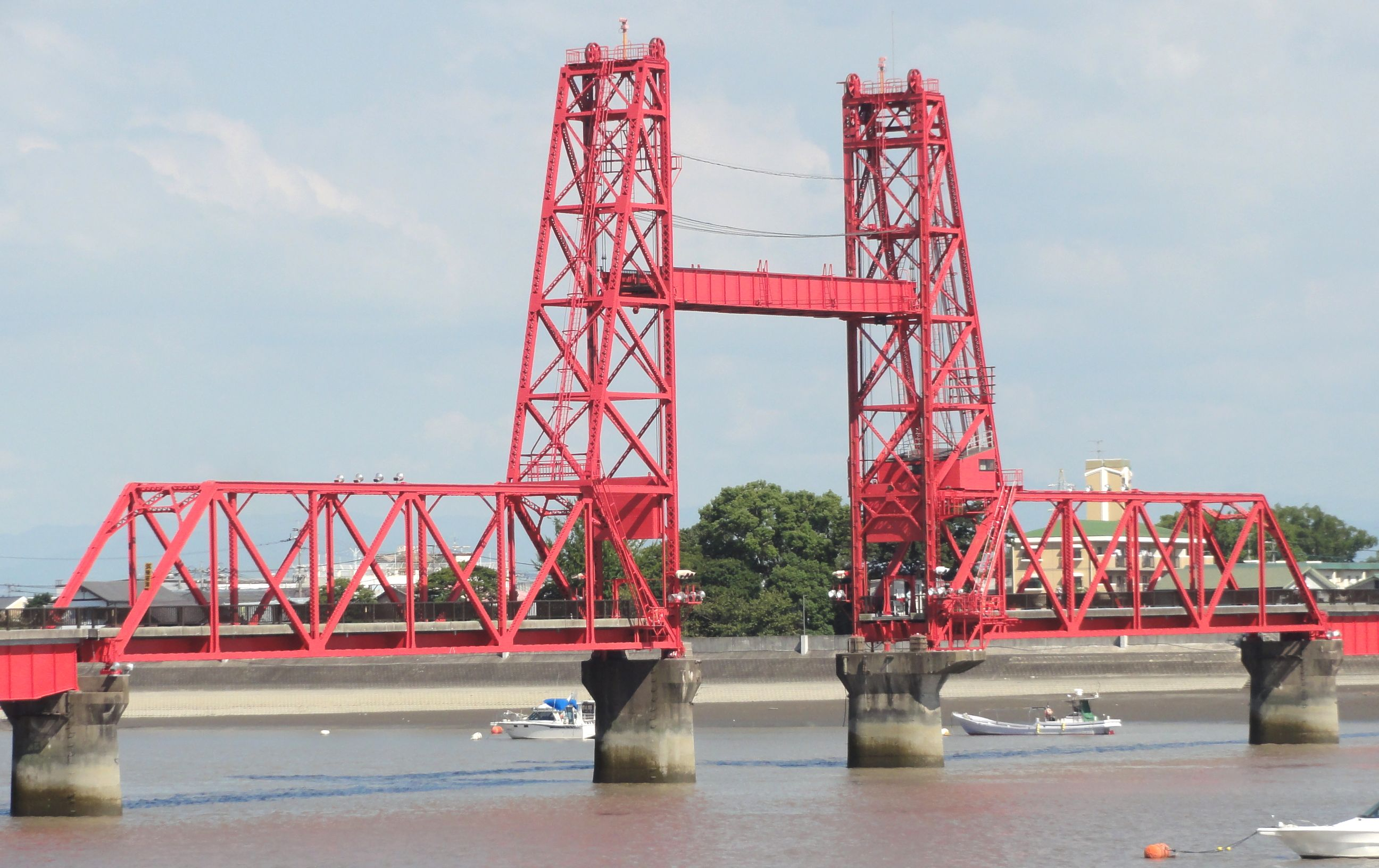
筑後川昇開橋

## 2008年度認定遺産一覧
Site

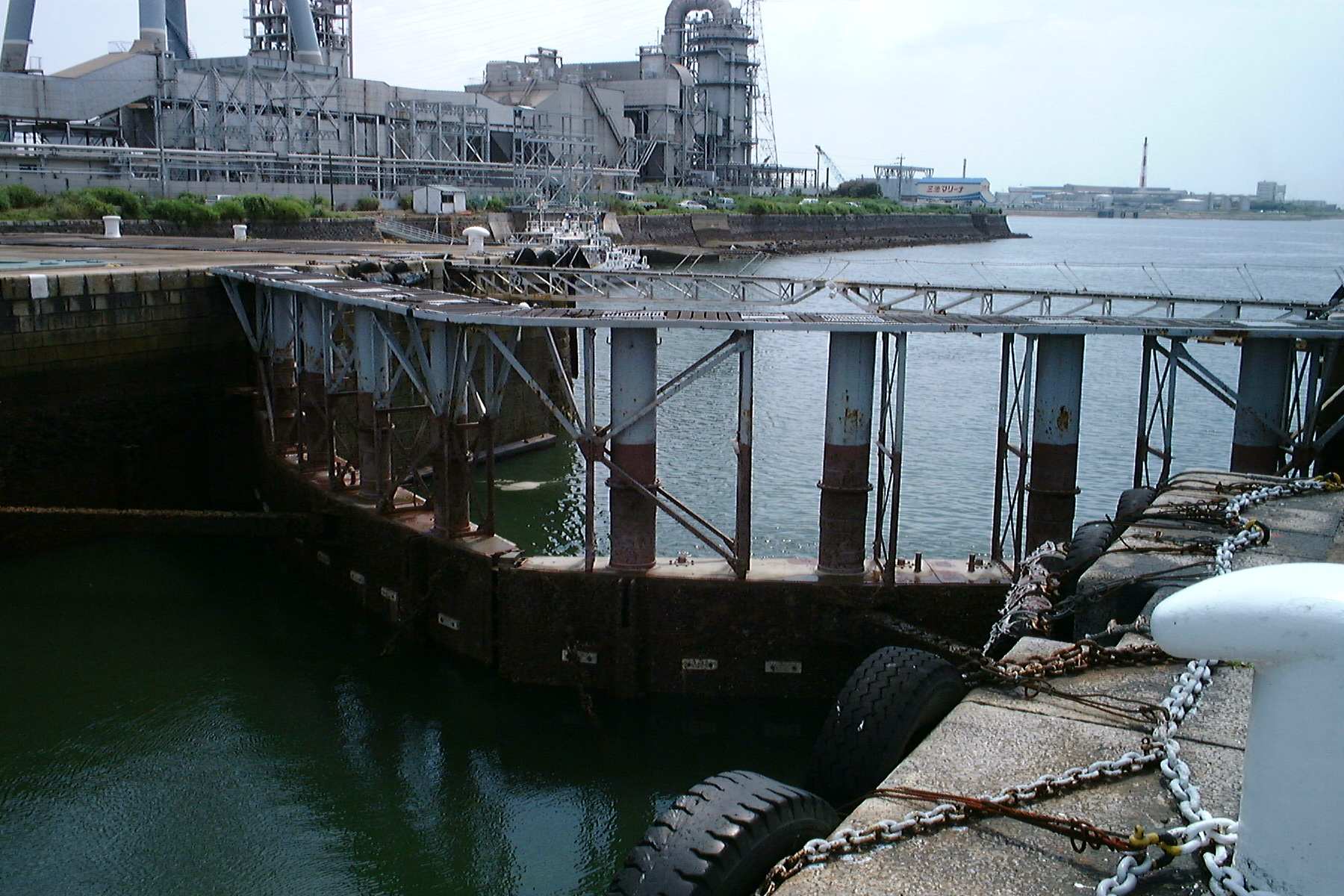
三池港の閘門

- 26 三居沢発電所関係機器・資料群（宮城県）
- 27 三池港水圧式閘門と蒸気式浮クレーン（福岡県）

Collection
- 28 円太郎バス（フォードTT型）（埼玉県）
- 29 機械式通信機器群（谷村株式会社新興製作所製）（岩手県）
- 30 自働算盤（機械式卓上計算機） パテント・ヤズ・アリスモメトール（福岡県）
- 31 電機事業創業期の国産誘導電動機および設計図面（茨城県）

## 2009年度認定遺産一覧
Site
- 32 札幌市時計台の時計装置（北海道）

Landmark
- 33 旧峯岸水車場（東京都）

Collection

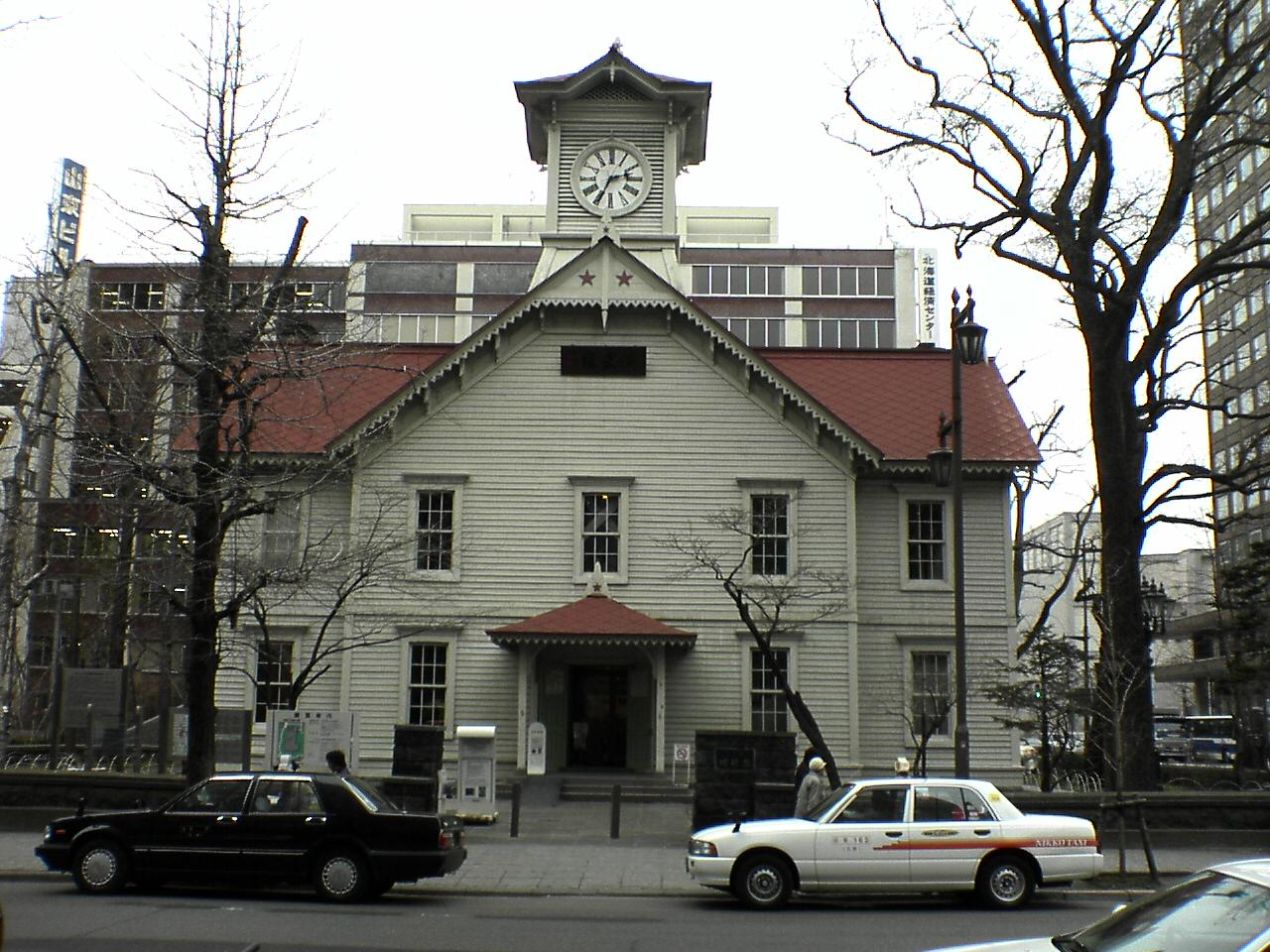
札幌市時計台

- 34 親歯車ホブ盤HRS-500のマスターウォームホイール（静岡県）
- 35 ロコモビル（国内最古の自家用乗用自動車）（北海道）
- 36 アロー号（現存最古の国産乗用自動車）（福岡県）
- 37 英国製50フィート転車台（静岡県）

## 2010年度認定遺産一覧
Landmark

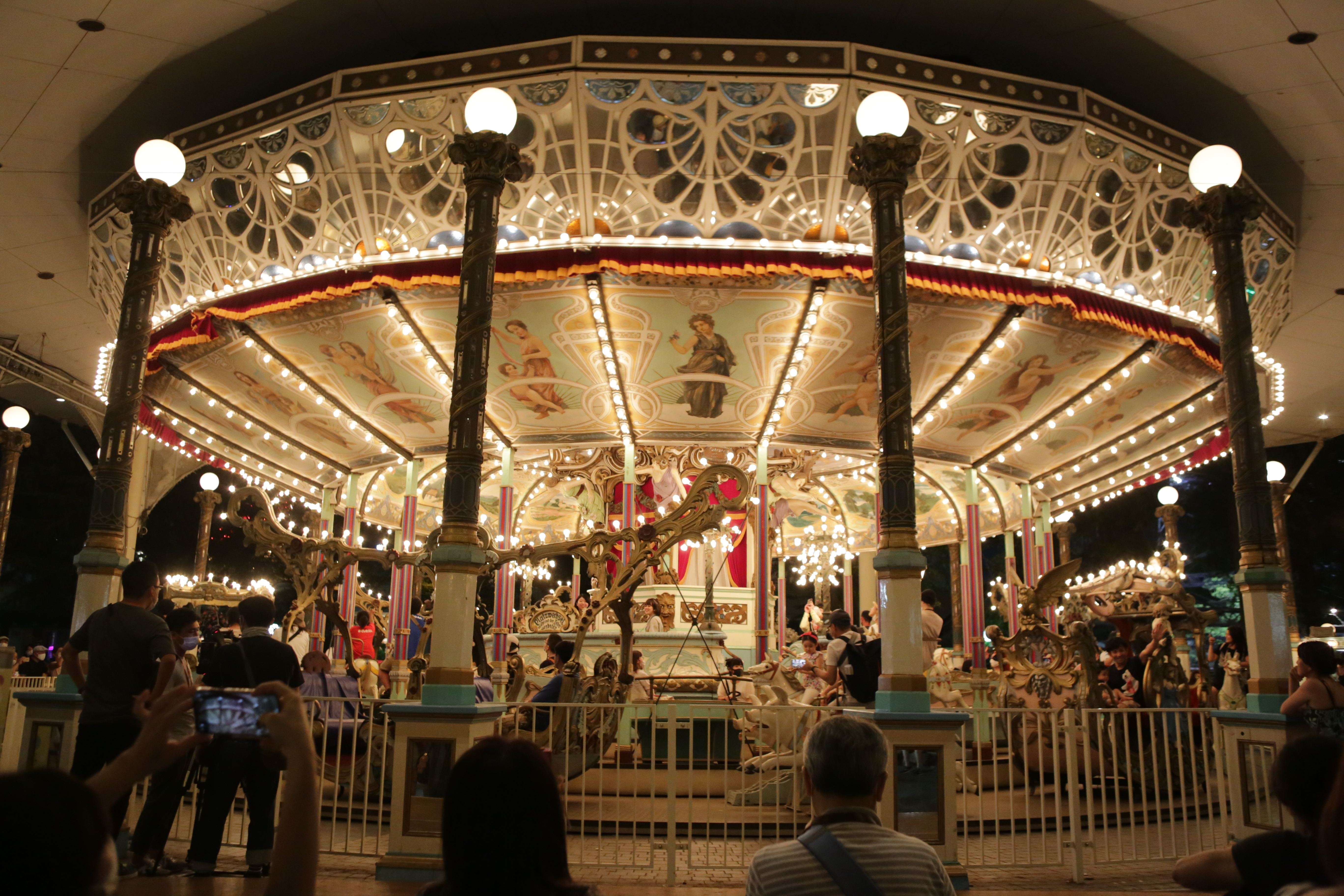
としまえん「カルーセルエルドラド」

- 38 としまえん「カルーセルエルドラド」（現存する世界最古級のメリーゴーランド）（東京都）
- 39 旧金毘羅大芝居の廻り舞台と旋回機能（香川県）

Collection
- 40 たま電気自動車（現存最古の国産電気自動車）（神奈川県）
- 41 TCM内燃機関フォークリフト（国産第1号の内燃式フォークリフト）（滋賀県）
- 42 高砂荏原式ターボ冷凍機（神奈川県）
- 43 オムロン自動改札機（初期の自動改札機）（京都府）

## 2011年度認定遺産一覧
Landmark

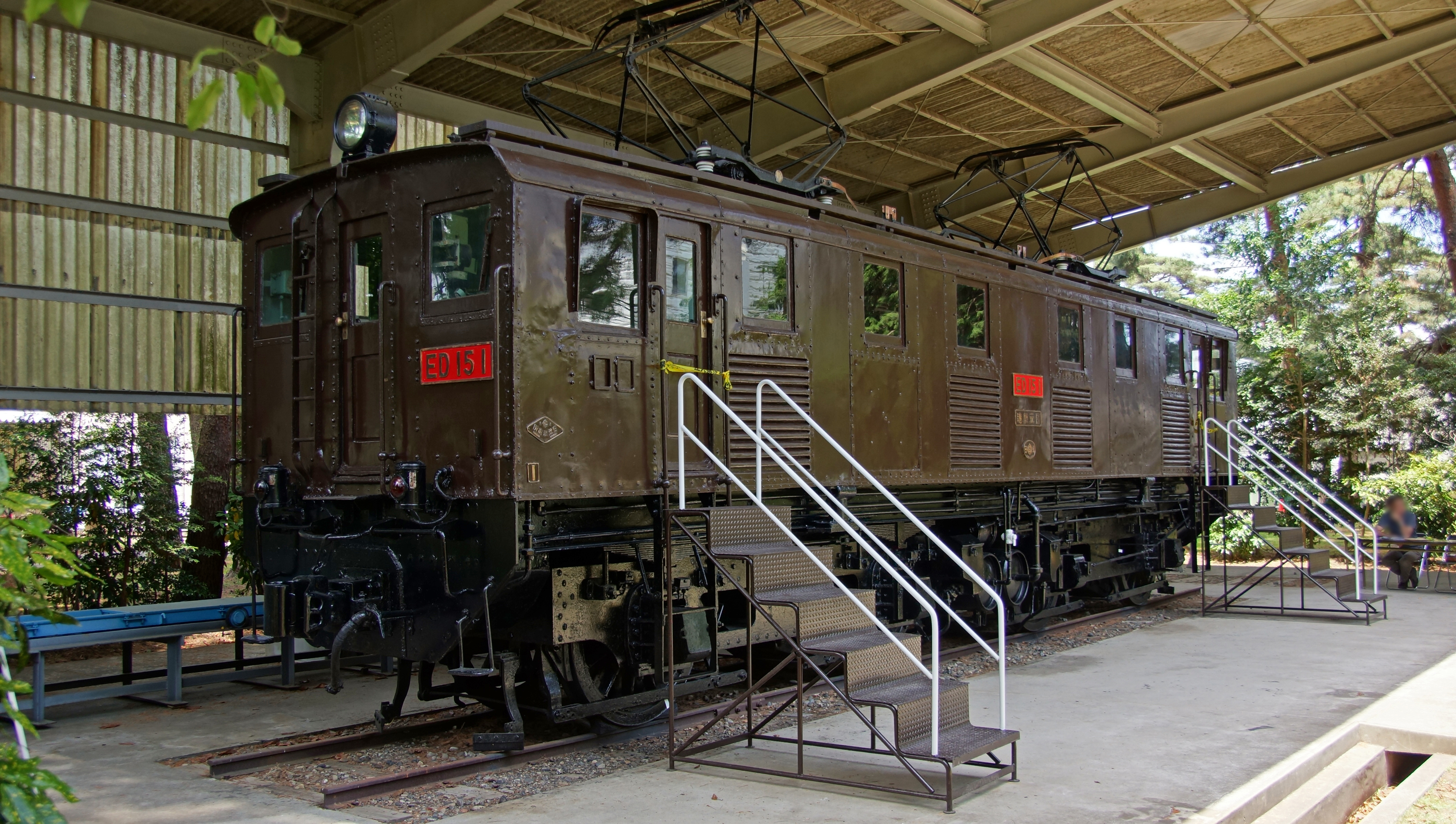
国鉄ED15形電気機関車

- 44 青函連絡船および可動橋（青森県、北海道）

Collection
- 45 幹線用電気機関車ED15形（茨城県）
- 46 岡谷蚕糸博物館の繰糸機群（長野県）
- 47 豊田式汽力織機（愛知県）
- 48 油圧ショベルUH03（茨城県）
- 49 ファスナーチェーンマシン（YKK-CM6）（富山県）
- 50 高見沢電機製作所製多能式自動券売機（長野県）

## 2012年度認定遺産一覧
Landmark

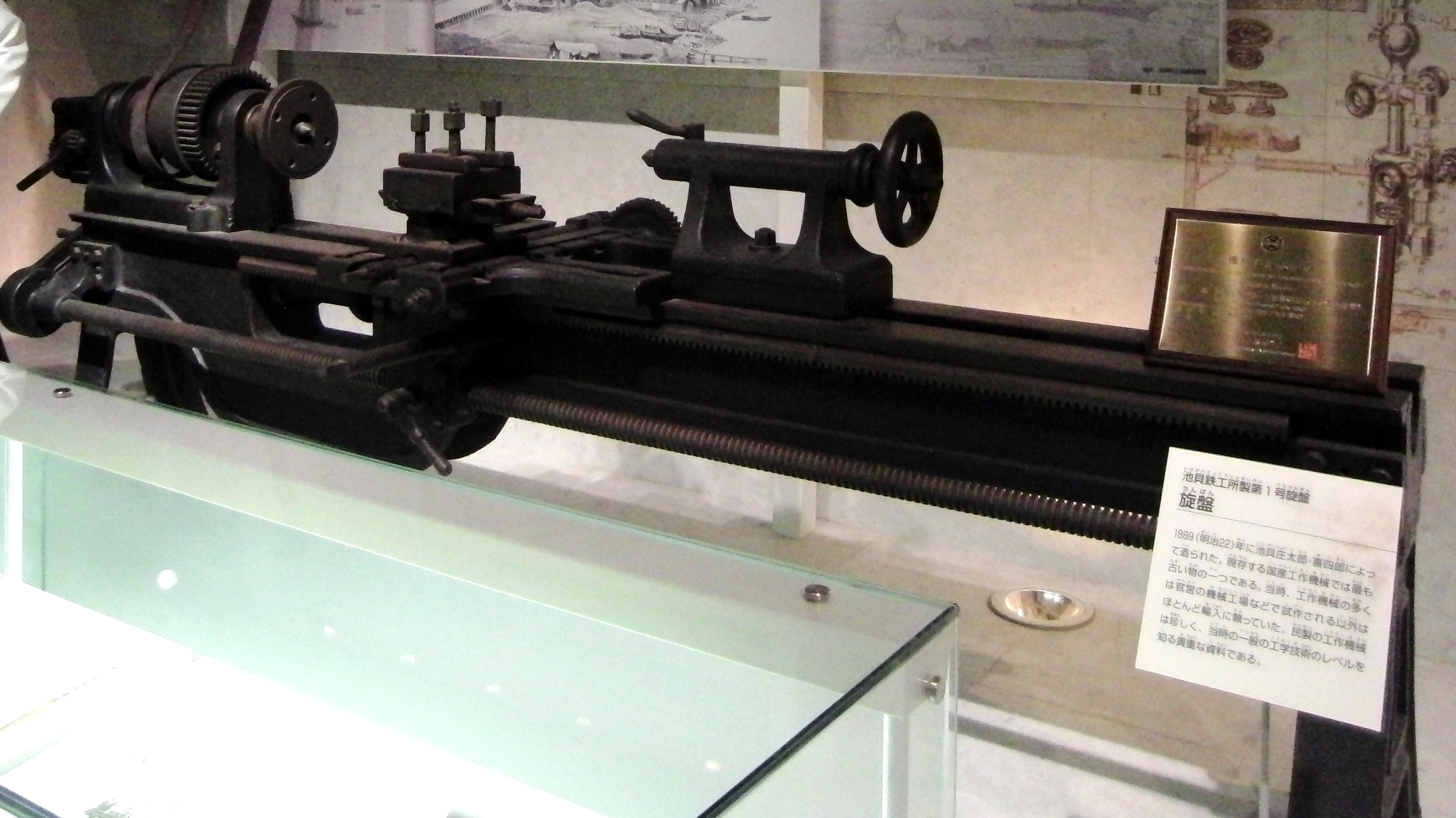
池貝工場製第1号旋盤（国立科学博物館の展示）

- 51 ステンレス鋼製車両群（東急5200系と7000系）（神奈川県）
- 52 吉野山ロープウェイ（奈良県）

Collection
- 53 池貝工場製第1号旋盤（現存最古の動力旋盤）（東京都）
- 54 卓上複写機リコピー101（静岡県）
- 55 ウォシュレットG（温水洗浄便座）（福岡県）

## 2013年度認定遺産一覧
Landmark

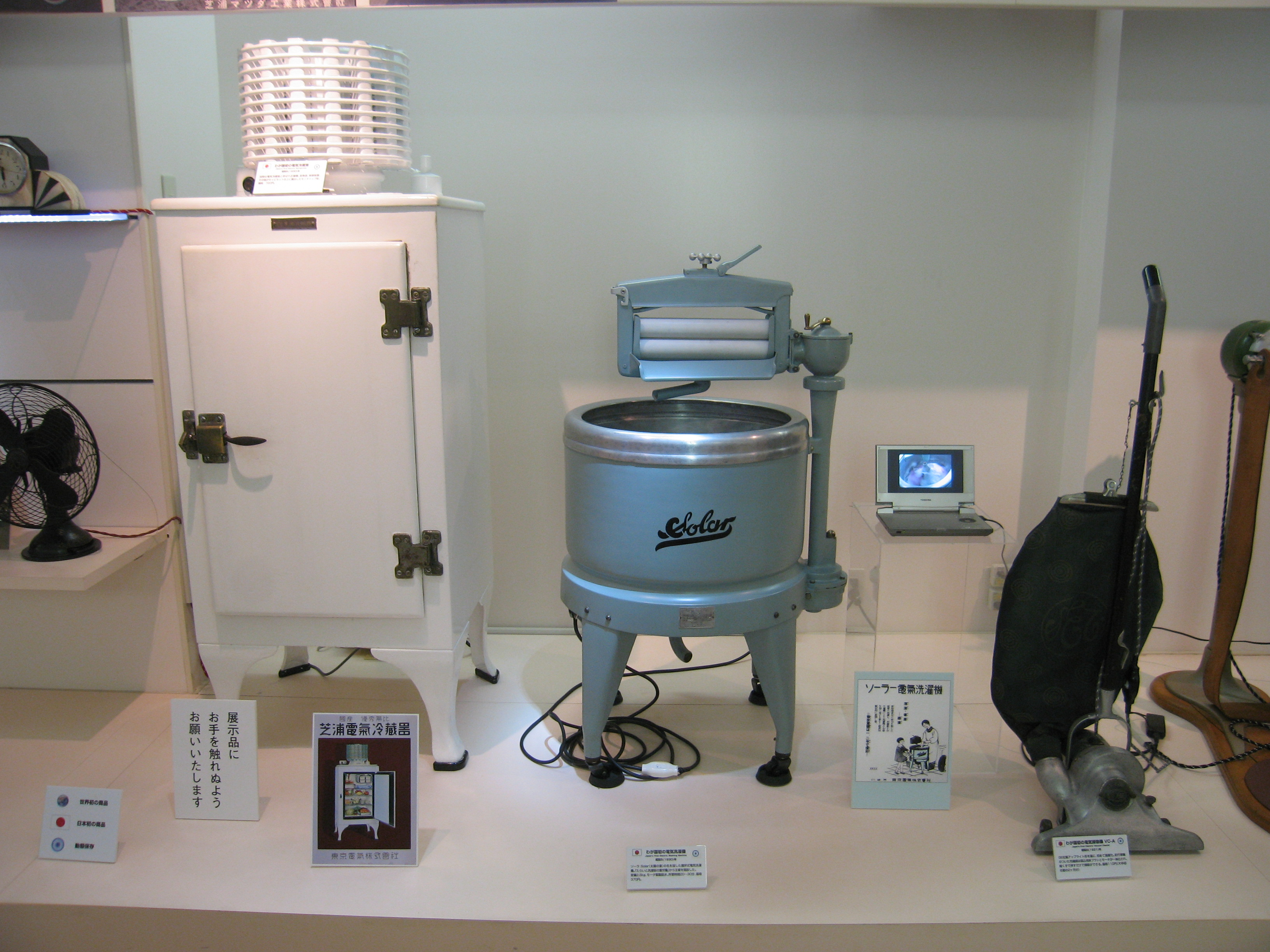
国産化黎明期の家庭用電化機器（東芝科学館の展示）

- 56 機械式立体駐車装置 ロートパーク（東京都）

Collection
- 57 国産化黎明期の家庭用電化機器（神奈川県）
- 58 旧横須賀製鉄所 スチームハンマー（神奈川県）
- 59 大隈式非真円平軸受とGPB形円筒研削盤（愛知県）
- 60 国産初の16ミリ映写機（エルモA型）（愛知県）
- 61 からくり人形 弓曳き童子（福岡県）

## 2014年度認定遺産一覧
Landmark

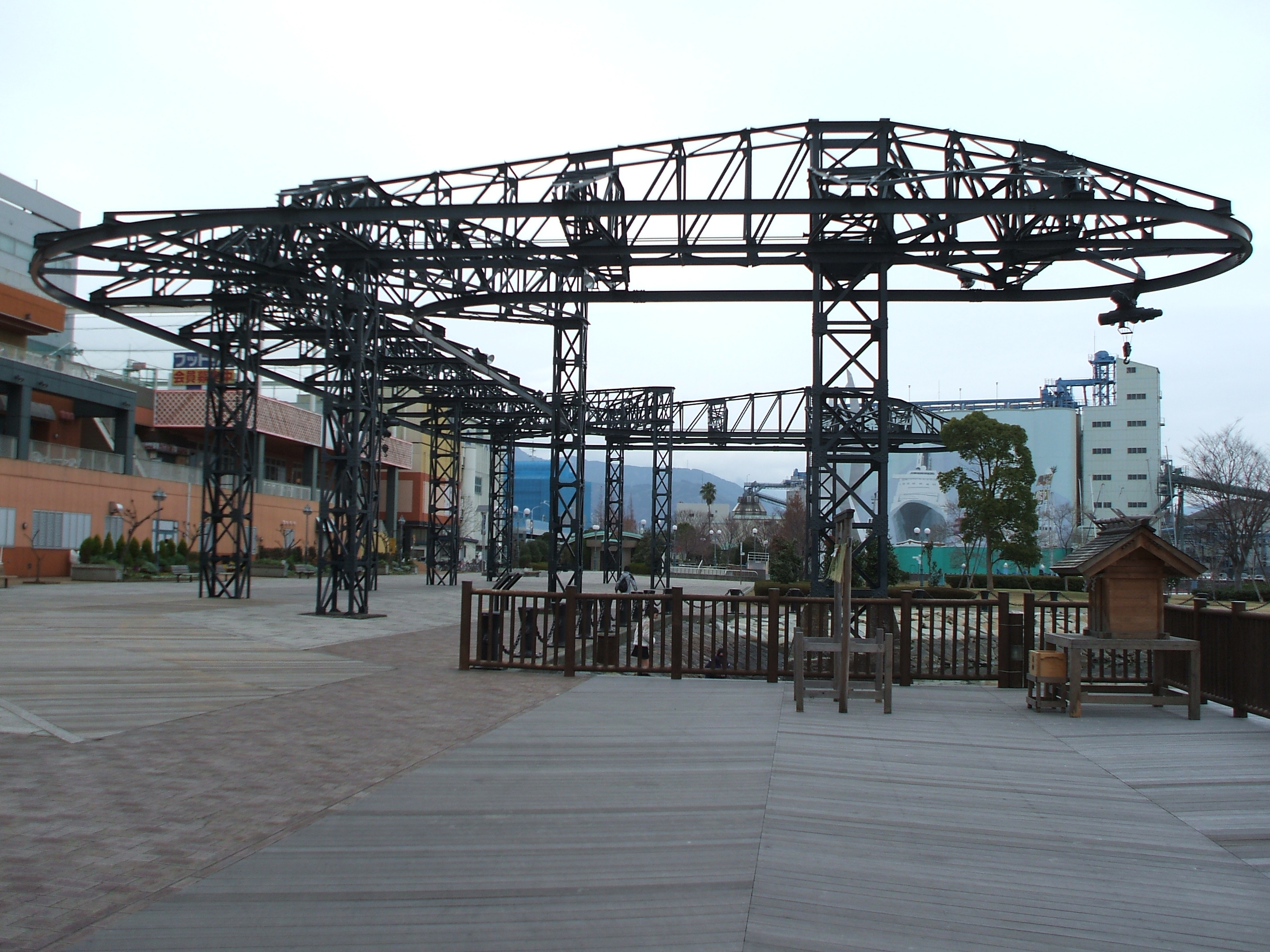
清水港のテルファー

- 62 「土の館」-北海道の土作りとトラクターの博物館（北海道）
- 63 農機具「資料館」 -農業機械黎明期の機械と史料の博物館（埼玉県）
- 64 「清水港テルファー」 -日本の貨物輸送を支えた港湾機械（静岡県）

Collection
- 65 南極点到達雪上車（KD604、KD605） （KD604:東京都）（KD605:秋田県）
- 66 時代を画した国産腕時計（東京都）
- 67 国産機械「門形平削り盤」-工部省赤羽工作分局製（愛知県）
- 68 フジ自動マッサージ機 -世界初の量産型マッサージチェア（大阪府）

Documents
- 69 国産機械製造の礎『国産機械図集』（東京都）

## 2015年度認定遺産一覧
Landmark
- 70 鉄道跳開橋「末広橋梁」（三重県）

Collection

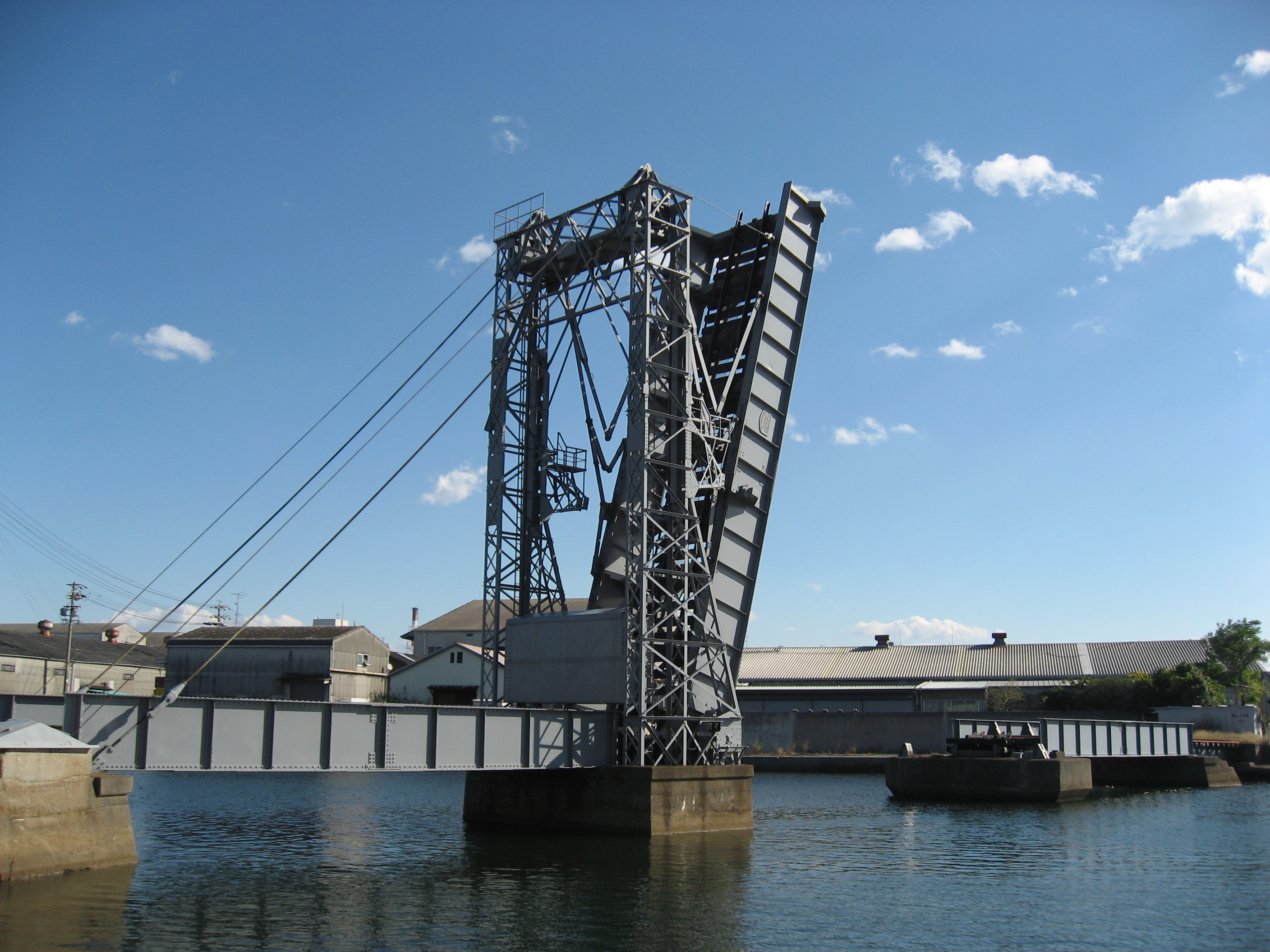
末広橋梁、跳ね上げた状態

- 71 自動包餡機「105型」-世界の食文化を陰で支える- （栃木県）
- 72 「ミカサ」のオートマチック・トランスミッション -日本のAT車ここにはじまる- （東京都）
- 73 国産初の硬貨計数機 （兵庫県）
- 74 小林式定置木炭ガス機関 -燃料不足を支えた元祖バイオマスエンジン- （広島県）
- 75 小型貫流式ボイラー「ZP型」 （愛媛県）
- 76 全電気式産業用ロボット「モートマン-L10」 （福岡県）

## 2016年度認定遺産一覧
Landmark
- 77 松川地熱発電所 （岩手県）

Collection

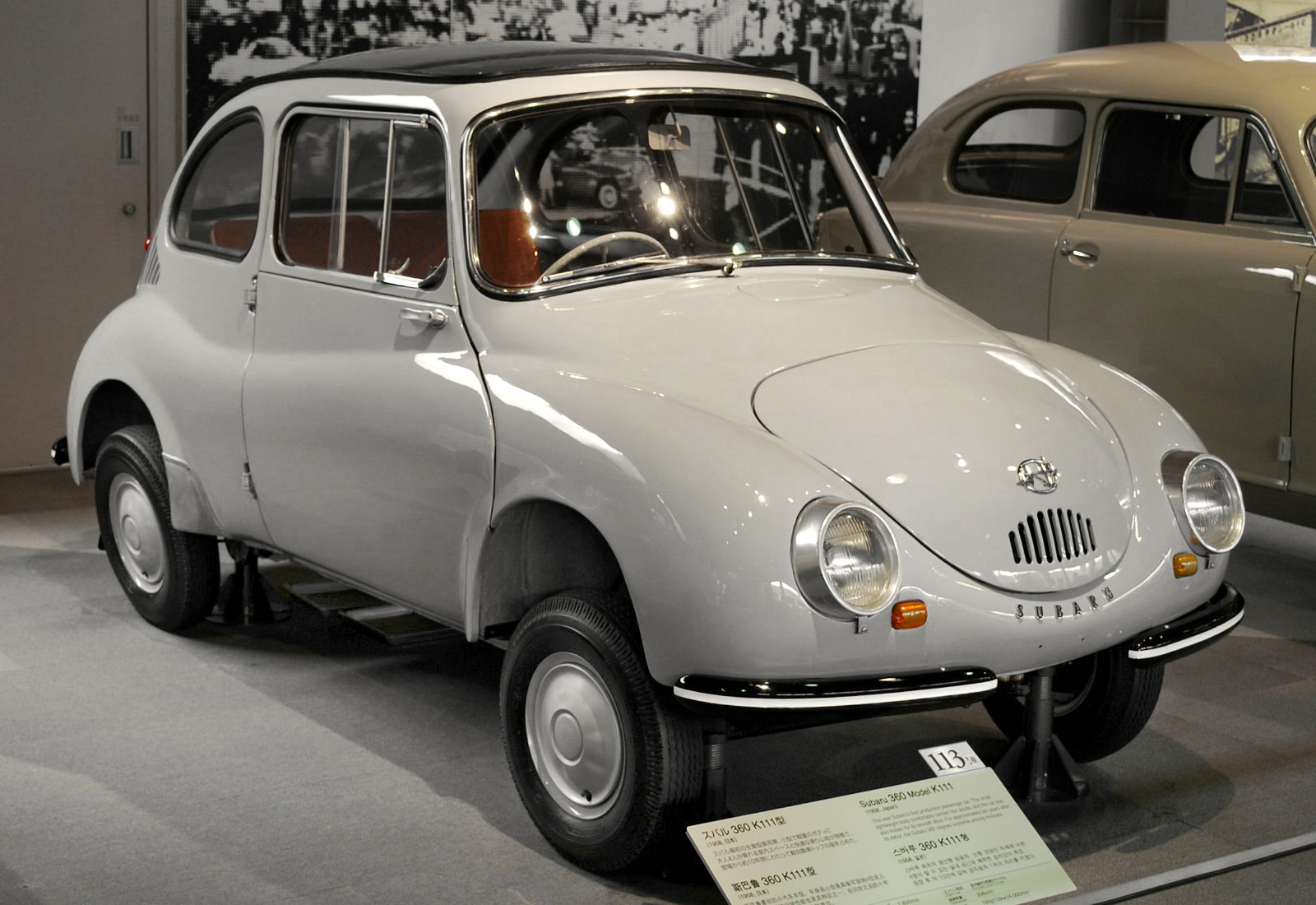
スバル360

- 78 スバル360-K111型（群馬県）
- 79 二段膨張式船舶用蒸気エンジン – 複式機関蒸気機関の方式 （埼玉県）
- 80 金銭記録出納器「ゼニアイキ」- 輸入品に代わる国産初期の型、伊藤喜十郎らが関与 （東京都）
- 81 特許タツノ式ガソリン計量機 型式25号 - 地下貯蔵安全装置の特許を取得し、地下貯蔵方式ガソリンスタンドの原型の基礎とした （神奈川県）
- 82 移動式ブラシ付門型自動洗車機 - 手動洗車から自動洗車への転換となる （愛知県）
- 83 樫野埼灯台の光学系機械装置 - 初の石造り、リチャード・ブラントンの設計 （和歌山県）

## 2017年度認定遺産一覧
| 勝鬨橋 |  | 東京地下鉄道1000形 |
| 勝鬨橋 |  | 東京地下鉄道1000形 |

Site
- 84 勝鬨橋（跳開部の機械設備） (東京都）
- 85 奥田トンネルのジェットファン縦流換気システム - 1958年（昭和33年）独フォイト社製ジェットファン8台を購入し広くテスト･データ収集を行い適用、以後のトンネル換気システムの基礎となる （福岡県）

Collection
- 86 国産初の地下鉄車両「モハ1000形1001号」（東京都）
- 87 有人潜水調査船「しんかい2000」（神奈川県）
- 88 鋳造用砂型の造型機械「C-11型生型造型機」 - 米国製の機械を参考に1927年（昭和2年）砂型の造型製作機として旧 久保田製作所が独自開発、鋳物工場の機械化の始まり （愛知県）
- 89 組合せ計量機（ACW-M-1） - 中央演算装置を用い重量や大きさの異なる複数のピーマンを組み合わせ150±2gに収まる重さに仕分けする旧 石田衡器製作所が1972年（昭和47年）開発したピーマン充填用自動はかり、その後の農産物、冷凍食品、薬品、機械部品など一定量の袋詰め機の出発点となった （滋賀県）
- 90 全自動手袋編機（角型） - 1964年（昭和39年）島精機製作所が開発、世界で初めて編目を押し下げるシンカーニット方式を採用し1枚を2分15秒で編み上げた （和歌山県）

## 2018年度認定遺産一覧
Collection
- 91 日本工業大学の所蔵する歴史的工作機械群 - 明治中期から昭和50年代(1975年 - 1984年)に輸入から日本製として模造機製造から技術提携の段階の経緯を理解でき、当時の動力源である高価な1個のモーターで複数の異なる機械を駆動したシステムを再現するなど、工学史上の時代的変遷を俯瞰できる　(埼玉県)
- 92 エアレス塗装機 – 米国で開発されたエアレス塗装の米国特許の実施権を得てエアレス塗装機の改良し国産化を開始、1959年（昭和34年）販売以来、車両、造船、構造物、建築、道路舗装など幅広い分野で使われる　(愛知県)
- 93 ブラウン管ガラス製造装置 - 白黒･カラーテレビは当初ガラスブラウン管が使われ、米国から技術導入による画面部（フェース）と遠心鋳造成形した後部(ファンネル(漏斗形))を別々に成形した後、封着したが、ファンネルプレス機の登場でプレス成形方式へ転換し、品質と生産性を向上させ、薄型テレビ以前の24インチ以上の大型テレビのシェアは1980年（昭和55年）代末にはほぼ世界市場を独占した　(滋賀県)
- 94 新聞博物館の活字鋳造機 – 熊本日日新聞･新聞博物館は新聞原稿の組版から印刷、発行までの工程とその技術的変遷を知ることができ、1934年（昭和9年）製の種々の特許技術が反映された｢万年自働活字鋳造機」の商標名で発売された活字鋳造機は5号(10.5pt)の活字を90本/分で鋳造することができ、1982年（昭和57年）まで使用された　(熊本県)

## 2019年度認定遺産一覧
Landmark

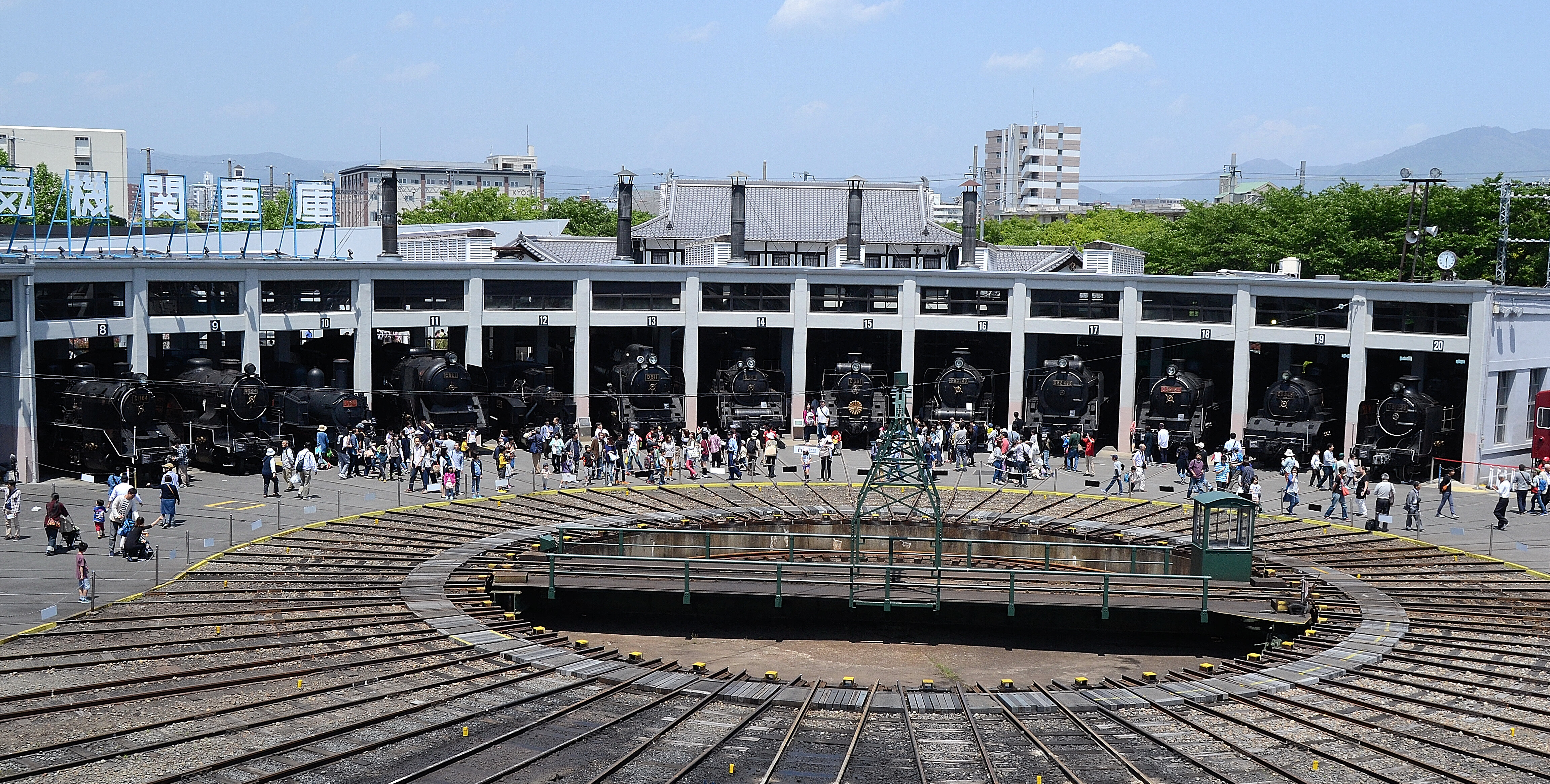
京都鉄道博物館の蒸気機関車と検修施設群

- 95 田瀬ダムの高圧放流設備 – 米国製4基の高水圧スライドゲートを米国と綿密な交信を経て、日本の技術も加え、当時世界最水深ダム下部に設置し、その後のダム放流管の技術面の基礎となった (岩手県)
- 96 新津油田金津鉱場(採油と製油技術の証) – 明治以前から原油採取が試みられたが、崩壊性地層のため事業化に至らず、その後、中野貫一の手掘採掘で当時産油量日本一となり、さらに上総掘りや機械掘りも普及し、1996年（平成8年）に閉業したが地域特性に基づく一連の遺構は2018年（平成30年）「新津油田金津鉱場跡」として国史跡指定を得て石油採掘の実物資料に接する事ができる (新潟県)
- 97 京都鉄道博物館の蒸気機関車と検修施設群 – 日本の鉄道開業から1948年（昭和23年）までの代表的蒸気機関車23両を整備等の記録簿とともに展示し、8両は動態保存し、扇形庫、転車台工具なども稼働できる (京都府)

Collection
- 98 国産化黎明期の乗用エレベーター – かご、ガイドレール、非常停止装置を備えた基本形を米国から輸入研究し、押しボタン式全自動エレベーターが開発され国内に広く設置されたが、そのうちの大和田銀行に設置された定員8人のものを展示し、外国技術の国産化の過程を示す (福井県)
- 99 急傾斜地軌条運搬機「モノラックM-1」 - 瀬戸内海沿岸の急斜面ミカン畑のロープを張った索道運搬にかわり、左右の展開や傾斜角度40度まで斜面での軌道敷設自由度が高いモノレール運搬方式が1966年（昭和41年）販売開始され果樹栽培業の省力化と効率化が計られた (岡山県)

## 2020年度認定遺産一覧

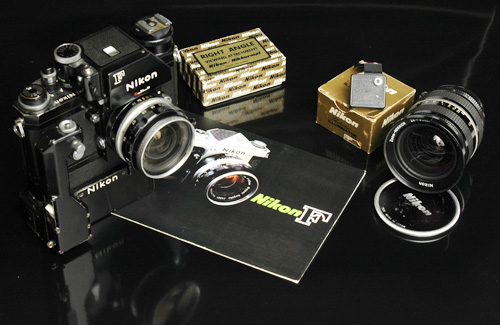
ニコンF

Collection & Documents
- 100 工部大学校の「機械学」教育機器およびC.D.ウエスト関係資料群 – 日本の近代工学教育の黎明期は、幸いにも西欧で系統だった教育テキストが出そろった時期でもあり、世界で初めてとされる「工」を冠した工部大学校が開校されその後引き継いだ、東京帝国大学が中心的な役割を果たした。機械学の教鞭をとったヘンリー・ダイアーやチャールズ・ディキンソン・ウェストなどが関わった当時の製図器具群や機構模型群など、学生の成績原簿、ウエストの講義ノートやイギリス学生時代のノートと学んだ書籍など両大学の多くの教育機材や教材が保存･展示される (東京都)

Collection
- 101 日本の一眼レフカメラを世界水準へと進展させたアサヒフレックスI・IIB、ミランダT、ズノー、ニコンF - 1950年代の日本製カメラのなかでも5機種の機械式一眼レフカメラは利便性と堅牢性を持ち「カメラといえばドイツ」との評価を変えた (東京都)
- 102 自由粉砕機 第１号機 (奈良式高速衝撃粉砕機) – 奈良自由造は1925年(大正14年)物性として弾性と耐熱性をもつカゼインの粉砕機の製作を現古河グループの古河理化試験所から依頼され、ドイツ製粉砕機を参考に物性に対応する改良を行い納入した。更に改良した「自由粉砕機 第１号機」の技術は1928年(昭和3年)年に実用新案として登録され、衝撃力とせん断力という粉砕メカニズムによって熱の発生を抑え、迅速かつ大量の粉体加工を実現し、鉱物、薬草、食料品、染料、飼料、薬品、鉱工業用品などの広範囲の材料の粉体加工にその後も使われている (東京都)
- 103 日本の溶射技術を工業化したアーク溶射ガン – 溶射は1909年(明治42年)、スイスのM.U.ショープ(独:M.U.Schoop)が発明した。1919年(大正8年）に銀座天賞堂が特許の使用権を得て、宝飾品へのガス式溶射ガン技術導入をめざすも作動せず、1921年(大正10年)に特許「電気溶融法による噴射鍍金法」を取得した。技術の工業化は1935年(昭和10年)頃から始まり戦前戦中にも改良を重ね戦後に軽量化と操作性を計った。1955年(昭和30年)の現存最古1台と1963年(昭和38)年の改良を加えた溶射ガン2台が保存される。まず鉄道、水タンク、鉄骨構造物等の錆を防ぐ表面処理技術として広く用いられ、その後耐熱性、耐摩耗性、耐薬品性など幅広い産業分野で利用される溶射技術の原点を示す (滋賀県)
- 104 機械式無段変速機/リングコーンRC型 – 無段変速機は流体式・電気式・機械式の3種に大別される。1952年(昭和27年)にシンポ工業(現:ニデックドライブテクノロジー)の柏原学が発明した伝動リングの中にコーン形の2本の円錐を左右逆向きに配置したリングコーン(RC)型変速機は機械式無段変速機であり、潤滑油膜を介して非接触で動力を伝達するトラクションドライブ方式で摩耗を生じない。部品点数が少なく簡単な構造であり比較的小型で所要の伝達動力が得られる。負荷の増減で伝動リングの回転方向への食い込み量が変化し、負荷に応じた有効な圧接力が自動的に摩擦伝動面に与えられ、すべりが起きず、回転変動率が2から3%程度と低い特長がある。リングコーンRC型はRX型無段変速機や車輪駆動用をはじめとしたトラクションドライブ減速機に継承されている (京都府)

## 2021年度認定遺産一覧
Collection
- 105 国産初の電気搾乳機 バケットミルカー DK-5Ⅱ型 - オリオン機械の前身･共栄精機製作所の太田三郎らは輸入品の搾乳機の構造を参考にして、自社の真空ポンプ技術と組み合わせ1957年(昭和32年)国産初の電気搾乳機を開発した。輸入品に比べ安価で性能も劣らず、酪農家を手搾りの重労働から解放した。牛乳の安定供給を実現するなど、国民の健康増進にも大きく貢献した。搾乳機構は現在でも同様である。(長野県)

- 106 平歯車研削盤 ASG-2形 – 機械要素の一つである歯車を部品として用いる機械に組み入れ、その歯車に起因する騒音や振動の発生を出来るだけ少なくする対策として、研削加工による歯車を製造する歯車研削盤は昭和の時代となっても日本には無かった。岡本工作機械製作所の前身･岡本専用工作機械製作所の創業者･岡本覚三郎は呉海軍工廠からの注文で歯車研削盤の設計に着手し、多くの試行錯誤を経て1930年(昭和5年)に国産初の平歯車研削盤｢ASG-2形｣を完成させた。1945年(昭和20年)までに13台製造され、その1台が日本工業大学工業技術博物館に保存される。歯車を交換することにより、歯数などが異なる歯車の加工に対応できる独創的な機構を有している。(埼玉県)

- 107 江戸前寿司自動にぎり機 ST-77 寿司ロボット1号機 - 1981年(昭和56年)鈴茂器工創業者･鈴木喜作が減反政策に対して、米の消費を拡大したいと考え開発したにぎり寿司のシャリを握るロボットである。寿司職人の握る一連の高度な動作を徹底的に研究し｢つまんで崩れず、口に含んでほぐれる食感｣と同じ完成度を実現した。1時間に1,200貫の成形が可能でとなり、安価に国内外に回転寿司の発展と寿司の大衆化を広めた原動力となった。(埼玉県)

- 108 新幹線開発に貢献した車両試験装置 - 鉄道車両の走行状態を研究する目的で設置した定置式模擬試験装置である。最も標準的な車両１両を試験装置上に搭載する実車試験(最高速度250km/h)の他に、台車1台単体の試験(最高速度350km/h)が可能なもので1959年(昭和34年)に日立製作所によって製造･設置、翌年に東海道新幹線用試作台車による試験が開始された。台車の仕様が決定されるなど、新幹線車両の開発に貢献した。その後主要な試験を1990年(平成2年)完成の高速車両試験装置(最高速度500km/h)に譲ったが、当試験装置も活用されている。(東京都)

- 109 日本現存最古のピッチングマシン カタパルト式:型式KS-P型/型式AR型 – カタパルト式ピッチングマシンは斉藤八雄が日本で最初に設計した。KS-P型は1958年(昭和33年)に、AR型も同時期に製造され、ともに中日ドラゴンズで使用された。1分間に12球の直球や変化球を投球でき投手15人分の働きと等しく、主力投手がバッティング投手を行っていたものの代替としての役割は大きかった。その後アーム式や回転式などが開発され、野球の醍醐味を手軽に満喫できるバッティングセンターの発展につながった。(東京)(岐阜県）

- 110 携帯用電気カンナ モデル1000 – アメリカ製電動鉋(かんな)を見本として、日本の建築材に対応した切り幅や小型軽量化をはかり、日本の大工作業に適した携帯用電気カンナとして、1958年(昭和33年)にマキタによって開発･発売された。それまで大工職人による鉋がけ作業は重労働で熟練を要したが、電気カンナを使い大工仕事の未経験者でも容易に鉋がけができ、その後急速に普及し大工道具の電動工具化につながった。商用電源100Ｖで使用でき、刃幅120mmのカンナ刃２枚組が毎分13,000回転し、毎分26,000カットの高速で、堅木、軟木を問わず、逆目(さかめ)もきれいに削ることができた。(愛知県)

- 111 造幣局創業期の硬貨圧印機 ウールホルン硬貨圧印機とトネリエ硬貨圧印機 – 1871年(明治4年)創業の造幣局は地金の融解と鋳造、圧延、打抜き、蒸気機関駆動のプレスにより硬貨を製造する大規模な金属機械工場であった。ドイツ技術者ディートリッヒ・ウールホルン(英:Diedrich Uhlhorn)が1817年に発明し1871~1873年にドイツから10台が輸入されたもので毎分約40枚の圧印能力である。一方の圧印機はフランスの技術者ニコラス・トネリエが開発した1857年のフランス製で、閉鎖されていた香港造幣局から購入した8台のうちの1台が保存され、性能は毎分50枚の硬貨を圧印できた。(大阪府)

- 112 回転ずしコンベア機 新しい食文化の創造 – 現存最古の回転寿司チェーン式コンベア機、および、初期型の寿司皿を載せるコンベア板である。1958年(昭和33年)4月に開業した｢廻る元禄寿司｣１号店に始まる。元禄寿司の白石義明は、すしの大衆化を目指しビール工場の製造ラインからヒントを得て、回転するコンベアに寿司皿を乗せ来客の前を循環させるというシステムを開発した。初期型の｢うろこ｣または｢三日月｣と呼ばれた独特な形状の寿司皿を載せるコンベア板である。(大阪府)

- 113 静荷重杭圧入引抜機 サイレントパイラー KGK-100A – 高度経済成長期に｢建設公害の元凶｣といわれた杭打機の騒音、振動が深刻化していた1975年(昭和50年)に完成された圧入工法のサイレントパイラーは打撃工法代わるもとなった。技研製作所の創業者･北村精男(あきお)が考案したもの。油圧発生装置を本体に内蔵し、単体で使用できた。当時の建設機械で常用されていた油圧は最大14~17MPa(メガパスカル)であったが本機で100トンの杭圧入引抜力を得るためには油圧70MPaが必要とされ、油圧シリンダーに接続する油圧ホース、ピストン密封装置、配管継手などの部品開発が行われた。特徴は静粛性で、同じ作業を打撃式ハンマ工法で行った場合、発生する騒音が約100dBであったのに対し本機は55dBと大幅に低減することができた。(高知県)

## 2022年度認定遺産一覧
Collection
- 114 平面研削盤PSG-6B - 研削盤は機械部品加工の最終工程を担う工作機械のひとつであり、この平面を研削する平面研削盤は横軸角テーブル(長方形テーブル)に回転砥石軸の精密な上下動送り装置を備えている。テーブル駆動装置には自社開発の油圧ポンプと油圧シリンダーを採用し、砥石軸は4個の超精密ボールベアリングで支え、0.001mm単位の砥石軸の送りを可能とし、1953年(昭和28年)にテーブルを油圧駆動する平面研削盤の基本構造成した初の機械で、岡本工作機械製作所による精度1/1,000mm台の精密加工を実現する歴史的工作機械となった。(群馬県)

- 115　木材プレカットシステム MPS-1 – 一般住宅のうち木造住宅の比率が57%、そのうち76%が軸組み工法を採用しており、従来から熟練した大工職人により軸材の配置と組み立て方法が設計され、建築現場で手加工が行われていた。木材加工機を製造していた宮川工機は現場での手加工する工程を出来るだけ省き、工場で事前に組手を加工し、それを現場に搬入するプレカット工法に置き換えることを企画し単一機能の機械を開発した。その過程で、接手や仕口の形状を機械での加工に適した円弧形状への転換がなされ実用新案を取得した。この手法と工法は大工職人に当初受け入れられなかったが、1978年(昭和53年)年頃の持ち家の流行による人手不足から普及が進んだ。それまでの単機能･手動加工機をCAD/CAMと連携化してプレカットシステム MPS-1として1985年(昭和60年)に製造された加工機械部分を成した。その後、軸組み工法の93%はプレカット工法となったが、そのきっかけとなった機械である。(愛知県)

- 116 手回しガラ紡機 – 明治政府の殖産興業政策による綿糸の生産性向上のため輸入した洋式紡績機が導入されたが高価であった。臥雲辰致はこれに代わる安価で単純な機構の手回し臥雲式紡織機( ガラ紡とも呼ばれた)を発明し、翌1877年(明治10年) 第1回内国勧業博覧会に出品し高い評価を得た。綿作りが盛んな地域の三河国(現代の愛知県東部)において紡織機を水車を動力として駆動し当地方は紡績業が急成長し、一大産地となり、さらに全国に国産紡織機として普及した。太い綿糸の需要に対応した生産に特化していたため、戦後の生活様式の変化や洋式紡績機の復興などにより，1960年（昭和35年）年頃をピークに急速に衰退をたどり，その後極めて僅かに使用されている。認定機は1880年(明治13年)年代に製造されたもので、紡績産業の黎明期における象徴的国産機械であり、日本の外貨獲得に貢献した。本機は綿業会館に展示される。なお、同一寸法の複製品は本機をスケッチし、図面化を経て作成されたものでトヨタ産業技術記念館で公開されている。(大阪府)

## 2023年度認定遺産一覧
Collection
- 117 プラネタリウム投映機 Ｍ-１型 - 1937年(昭和12年)ドイツ製投映機が日本に導入され多くの天文学者は試作を行った。五藤光学研究所は1959年(昭和34年)、国産初のレンズ投影式プラネタリウム M-1型を完成した。この投映機は1959年から1970年代にかけて国内に19台が納入され、本格的に量産・市販された機種であり、日本のプラネタリウム機器が世界的評価を獲得(日本製の世界市場占有率70％)する基礎を成し、近代的プラネタリウムの要素(レンズ投映式、年周運動の投映)を実現した。東京海洋大学に1965年(昭和40年)に設置されたM-1型投映機は、現在稼働している中では最古のものであり、基本的にオリジナルの形式を保ち稼働状態は維持され学生も参画し、メンテナンスを行い技術伝承にも役立っている。(東京都)

- 118 小田急電鉄3000形(特急ロマンスカーSE) - 1957年(昭和32年)小田急電鉄の3000形(SE)は特急専用車両として運用開始されたが、当時の様々な先端的技術を採用した。先頭形状では本格的風洞実験を行いモノコック構造、駆動台車はカルダン駆動方式、２両の車体間に１台の台車を配置した連接台車が採用された。この車両の開発には当時の国鉄の高速車両開発のためのデータ収集を目的として鉄道技術研究所の協力を得て，後の新幹線0系電車開発のために貴重なデータを与えた。1957年に国鉄の東海道本線での高速試験では当時の狭軌世界最高時速145km/hを達成し，貴重なデータを与え東海道新幹線の開発に向け大きく前進させた。ロマンスカーという呼称は，小田急電鉄が運用する特急列車の総称であり，1992年(平成4年)に運用が終了した3000形(SE)はロマンスカーミュージアムに保存展示されている。(神奈川県)

- 119 旧和中散本舗の人車製薬機 - 栗東市旧東海道沿いの史跡「旧和中散本舗」の重要文化財「大角家（おおすみけ）住宅」では江戸時代に生薬の和中散(胃腸薬)、五苓散、神教丸、天真膏、万金丹などを製造・販売していた。その生薬の製造に使われたのが人車製薬機であり1831年(天保2年)年に設置されたもので、直径1丈4尺1寸(4280mm)の木製の大きな輪の中に2人の人間が入って歩くと、人間の体重により回転力が生じ、その動力を4枚の木製歯車で伝え増速して、乾燥して細かく刻んだ薬草などを粉砕する石臼を回転させる仕組みを構成している。人車と石臼の速度比は3:10で、人車が3回転すると石臼は10回転する。人間を動力源とした人車は、中国大陸から伝来した機構と考えられ、機械技術の発達の歴史を物語るものであり、当時は店先で加工の様子を見せる広告媒体の手段としての役割も兼ねていた。(滋賀県)

- 120 三共工作機械資料館の歴史的工作機械群 - 2021年(令和3年)年三共製作所は工場内に｢三共工作機械資料館｣を開設した。資料として展示する工作機械は137台あり、この内134台が日本製ではなく主に米国のほかイタリア、スイス、フランス、英国、ドイツ製であり、17世紀の産業革命前後の時代から20世紀まで活躍した旋盤、中ぐり盤、フライス盤、ボール盤、形削り盤、歯切り盤、研削盤など工作機械群である。これらは年代別・機械の種類別に体系的に収集されたもので、それぞれの時代の世界的な工作機械技術の進化・発展を知り学習できる。また測定工具や切削工具類も展示され、昭和初期の各種の機械要素を教育用機構模型として保存・展示を行い、工作機械によって製造されたT型フォードなど初期の歴史的自動車も含まれる。(静岡県)

## 2024年度認定遺産一覧
Collection
- 121 新井式回転抽籤器 – 1930年 (昭和5)年に特許を得て全国に普及し商店街などで使われた通称「ガラポン」と呼ばれた新井式回転抽選器は抽選器の元祖とされた。現在弘前市の文具店が所有し、銘板から｢東京抽籤器製作所｣が｢東京都港区三田｣が所在地の時点の品であり、当時の新聞記事から日本最古級品とされる。手回し方式で回転の円形形式の前方から抽選球が出る形式の複装式である。機器本体、受皿、セルロイド製の抽選球のほか、当選時に鳴らす鐘も装備され、一度に複数の抽選球が排出されない機構には独創的な工夫が見られるもので保存も良く現在に至る。日本機械学会の当時の元幹事長眞野文二らの高評価を得て完成度も高く、抽選の様子を根本的に変化させた社会的な影響と文化的見地から認定された。(青森県)

- 122 三連プランジャ式高圧水発生ポンプ 「スギノポンプ1号機」 – 戦前からボイラーや熱交換器の配管内部を掃除する｢チューブクリーナー｣の製造・販売行っていた杉野クリーナー製作所（現 スギノマシン）は戦後は配管内清掃機械の駆動源として水圧モータの適用を考えたが駆動に適する｢高圧水発生ポンプ｣が入手できず自社開発に取り組み、1964年 (昭和39年)｢三連プランジャ式高圧水発生ポンプ (ポンプ型式 JCE-2550)｣、性能30MPa (メガパスカル)、流量は60ℓ/min (1.0×10−3 m3/s)を独自開発した。第1号機は「スギノポンプ（ジェットクリーナー)」の名称で呼ばれ、開発した年に石油精製工場納入・稼働7年後戻りスギノマシン本社で展示している。ポンプは累計約14,000台製造され、超高圧ジェット水を必要とするウォータージェット技術に展開し金属やコンクリート等の剥離や切断手法を食品や医療分野への用途拡大を実現した。(富山県)

- 123 マカダムローラ サカイ R1 - 1920年代までは欧米から輸入された道路のメンテナンスに必要な締固め用機械(ロードローラー)は3輪のマカダム式であったが、1930年(昭和5年)酒井工作所(現 酒井重工業)は国産第1号の内燃機関搭載マカダムローラを製作･販売を開始、その後1968年(昭和43年)に革新的とされた新機種R1を開発した。それまでのマカダムローラの問題点であった路面材料の押出しや引きずり現象の発生を解決したR1は前方1輪・後方2輪方式から、前方2輪・後方1輪方式とし、全輪が油圧駆動で前後の線圧とローラー径を同一にして、全輪駆動、全輪同一径、同線圧、同調駆動の構造とした。また車体自体が屈曲して舵をとる方式とし、旋回半径が小さくなり、曲線転圧でも踏み残しが少なく、転圧幅（2.3m）を同一条件で締固めることが可能となった。車体上部の運転席は左右にハンドルを備え、いずれでも操作・運転可能で作業性に優れた。R1の構造は業界標準となり、1974年(昭和49年)にはR1と同じ構造を引き継いだ日本の道路事情に対応した小型のR2が開発された。(埼玉県)

- 124 ひずみゲージ K-1 型 - 共和電業の創業者 渡邉理は初の国産商品｢赤いフェルトのついたひずみゲージK-1型｣を1951年(昭和26年)から販売を始めたが、その前年に運輸省運輸技術研究所船舶構造部からひずみゲージの試作の依頼を受けていた。当時高価な米国製品は出回っていたが鉄道用に使えるひずみゲージは研究段階であった。戦時中陸軍航空技術研究所に属していた渡邉は墜落したB29爆撃機の調査を行った当時の記憶を辿り試行錯誤を重ね製品化に成功した。長手方向のゲージ長（ちょう）20.5mm 、線径25µm、120Ωの抵抗値のゲージを保護するために赤いフェルトで覆ったものとし、実物の船の応力測定に日本で最初に用いられた。その結果から従来のリベット接合から溶接に変更するための強度の解明に寄与した。当時、輸入した米国製のひずみゲージが1枚1,000円以上だったが1枚86円の低価格で販売したことから日本でひずみゲージを活用した製品開発に大きく貢献し、特に機械工学などの研究分野では欠かすことのできない測定器の検出部の部品となった。(東京都)

- 125 石川式マリノニ型輪転機 折式新聞印刷機 - 明治期に新聞社などではフランス人のイポリット・オギュスト・マリノニが興したマリノニ社が開発した輪転印刷機を使用していが、三田製作所(現 東京機械製作所)の石川角蔵は日本の実情に合うようにマリノニ社の輪転機を参考にして小型化や新たな機能を持たせた｢石川式マリノニ型輪転機｣と呼ばれた煽り(あおり)式輪転機を1906年(明治39年)に開発した。大正期になると新聞発行部数が増大し煽り式は印刷後の人的折り作業に著しい労力と時間を必要とされ、その解決として1922年(大正11年)に同社が｢折式輪転機｣を開発し作業効率は劇的に改善され日本における新聞印刷の能力向上をもたらした。｢折式輪転機｣は印刷後に連続して4折りが可能となり印刷速度は4頁両面印刷で毎時24,000部である。(神奈川県)

- 126 米国輸出を果たしたNC旋盤 MTC-2500R - 1960年代、日本の工作機械メーカー各社は汎用工作機械の数値制御(NC)化へ取り組んでおり、山崎鉄工所(現 ヤマザキマザック)は1968年(昭和43年)に汎用旋盤のNC化に成功し、Mazak Turning Center (MTC)シリーズを開発、1968年秋から製造販売を開始した。MTCシリーズは、その年に日本国際工作機械見本市、さらに翌69年に米国の見本市へと相次ぎ出品し、1976年(昭和51年)までに累計578台が生産された。数値制御装置にFANUC 240型を搭載し、1970年(昭和45年)に初の国産NC機｢NC 旋盤Mazak Turning Center 2500R(機番200)｣は米国に輸出された。X座標軸とZ座標軸は電気-油圧パルスモータで駆動され、最小駆動単位0.01mmで、輪郭制御も可能である。NC制御装置はEIA/ISOコードによる数値制御プログラムを紙テープを介して読み込み動作する。2008年(平成20年)に米国から日本に引き取られ、本体および制御装置は熟練工によって再整備後ヤマザキマザック工作機械博物館に動態展示され、NC機械の原理と構造を学ぶための機械技術教育資料に役立てている。(岐阜県)

## 2025年度認定遺産一覧
Collection
- 127 国産初の加圧式石油ストーブSB型 - コロナ(旧 内田製作所)を創業した内田鐡衛が開発した加圧式石油ストーブ。内田は関東大震災後、ガソリン燃焼のコンロの欠点とされた事柄に着目し、安全･安価な軽油燃焼コンロを独学で取り組み、1952年(昭和27年)に予熱パイプによる燃料の気化技術を確立し、翌年には無煙･無臭の青い炎で燃焼する加圧式石油コンロを完成した。その後、石油コンロの燃料の気化技術を石油ストーブへの応用を計り、更に研究開発し混合管の設計改良や未気化燃料の排出問題を克服し、1955年(昭和30年)に「コロナ瓦斯(ガス)式石油ストーブSB型」として発売した。ハンドル一つで操作を出来て、高い安全性を持ち、初年度に約3千台、1年後には約1万台が生産され、その後もシリーズの延べ生産数は、毎年倍々の伸びを示し、1960年(昭和35年)は、コロナの石油ストーブ生産量は国内市場占有率は約30％となった。燃料の気化技術はその後のファンヒーター等の石油暖房機へ広く受け継がれている。(新潟県)

- 128 円弧状車体で軽量化を実現した東急5000系電車 – 1954年(昭和29年)旧 東急車輛製造(現 総合車両製作所)は東急東横線のスピードアップに向けて通勤用の全鋼製高速電車(東急5000系)を開発した。同社の元航空技術者たちは「鋼製車の車体側面は垂直平面内に形成される」と言う従来の直線コンタ(直線状車体断面)であるべきとの不文律にとらわれず、初めて曲線コンタをもつ円弧状車体断面の張殻構造を採用した。それにより車体重量は10トン以上軽量化を実現し｢超軽量電車｣と呼ばれ、時速105kmでの走行を実現し、渋谷駅 - 桜木町駅間を走行時間34分と大幅に短縮された。車体は直方体の四角い箱形から丸い筒形に変わり｢翼のない飛行機｣や｢青ガエル｣とも呼ばれ親しまれた。この基本技術は小田急3000形電車や新幹線0系電車の高速車両だけでなく、在来線車両にも採用された。車両は1954年から1959年にかけて合計105両が製造された。認定品は1956年(昭和31年)製造の1両が長野電鉄で再利用され、その後引退し現在の総合車両製作所にて展示される。(神奈川県)

- 129 リレー式計算機FACOM128B – FACOMシリーズ計算機として旧 富士通信機製造 (現 富士通)が1958年(昭和33年)に完成した純国産のリレー方式の計算機である。電子回路を全く含まず、演算はリレー（継電器）により機械的に電気回路を開閉（オン・オフ）し演算の結果は電話交換機のシステムで用いられていたクロスバーを応用した仕組が採用された。現在の二進演算を行う電子式計算機とは根本的に異なる機構であって、一桁を｢0か5｣を表わすユニット2組と｢0から4｣を表わすユニット5組の計7組で構成され十進法で計算を行う。これは二進演算を行う現在の電子式計算機とは根本的に異なる機構方式である。この機種は国産旅客機YS-11の翼やカメラレンズの設計などに活用された。認定の本機は1959年製で、日本大学理工学部で研究に活用された後、富士通沼津工場で動態保存され社内教育に活かされている。計算機の歴史は機械式計算機によって始まった。日本では大本寅治郎の1923年(大正12年)発明とされる手動式タイガー計算器が知られている。さらに計算機はリレーを駆使する電動化が行われ回路の電位を機械的に制御する機電システム化され、1957年(昭和32年)カシオ計算機が商用機として小型純電気式計算機「14-A」を初めて開発した。当認定機はその翌年1958年(昭和33年)に完成し、前述の複雑な設計に活用されるなど機械式から電子回路式への移行過程の機械機構を電気が補助する形式を採用し機械式計算機の最終的到達点とされる。(静岡県)

- 130 信州大学繊維学部の絹糸紡績機械群 – 絹糸(けんし)紡績は繊維長の長い繊維を糸の状態にする技術であり、日本の絹糸紡績は1877年(明治10年)新町紡績所の創設から始まった。絹糸紡績業はカイコの繭および生糸の生産過程で発生する副蚕糸(きびそ、びす、出殻繭等)を原料として絹紡糸を生産するための、蚕糸業(養蚕・製糸)の副次的な産業と見なされたが蚕糸業とともに発展してきた。1913年(大正2年)に開校した官立の上田蚕糸専門学校(現 信州大学繊維学部)の製糸科の絹糸紡績実習のために英国から輸入･設置された絹糸紡績機械群(英:グリーンウッド・バトリー社製)は、絹糸紡績技術の歴史を語る上で現存する国内最古級の機械群を成し、認定品の一つ円形梳綿機は国産品の石井鐵工所製である。同校では多くの絹糸紡績技術者養成に使われ、現在も実習や研究用に使われている。(長野県)

- 131 電子式卓上計算機用ミニプリンター EP-101 – EP-101は1968年(昭和43年)9月に製造・販売が開始された電子式卓上計算機(電卓)用プリンターであり、腕時計を製造していた旧 諏訪精工舎(現 セイコーエプソン)と子会社･信州精器によって開発された。本機は1964年東京オリンピックにおいて計時結果を印字する｢プリンティングタイマー｣を完成させたことを開発のきっかけとして、フライングドラム方式と呼ばれるもので、回転ドラム(回転筒)の外側面に配置した数字と記号の凸版活字を紙に印字する。昭和40年代に電卓は急速に普及するが、当時大型計算機用印刷機(ラインプリンター)しか無かったが、本機はそれらの印刷機とは比較にならぬほど小型(163.5×135×102 mm、2.5kg、印字21桁)かつ低消費電力を実現し、印刷機能部品として電卓に組み込まれた。類似した機能と小型サイズのプリンターは無かったことから国内外の電卓メーカーへOEM供給し、生産台数144万台の大ヒット商品となり、後継機も次々に開発された。1975年以降の信州精器の製造品は｢EPSON(＝EPの息子 SON)｣のブランド名を名乗り、EPSONやエプソンはプリンター製品のトップブランドの一つとなった。一方、国内の他メーカーもプリンター製品開発を加速させ、日本はこの種のプリンターの世界的に大きな市場占有率を得た。(長野県)

- 132 スズライトSS – スズライトは旧 鈴木自動車工業(現 スズキ)の創業者鈴木道雄の指導のもと、鈴木三郎(1908 - 1995)を中心にして、ドイツのロイト自動車工業のロイトをモデルとして開発した四輪軽自動車である。1954年(昭和29年)に試作車(プロトタイプ)を箱根で登坂テストを行い、判明した不具合を改良してスズライトSSを完成させた。空冷2サイクルエンジン(排気量359cc、最高出力16PS)を搭載し、モノコックボデー、4輪独立懸架装置(サスペンション)、フロントエンジン・フロントドライブ(FF)方式を採用するなど革新的な技術による軽自動車であった。スズライトSSが誕生した頃は日本の軽自動車の黎明期で、日本オートサンダル自動車のオートサンダル号など複数あったが、スズライトSSは普通自動車と変わらない装備をもつ本格的な軽自動車である。スズライトSSは日本独自の規格（運輸省省令第36号:1949年制定）に基づき生産された。鈴木自動車工業は自動車メーカーあるいは自動車製造業として大量生産化に成功したとされ、この認定車は軽自動車の先駆者的車種となった。スズキ歴史館に保存されているスズライトSSは1956年(昭和31年)製(全長2,990mm、全幅1,295mm、車両重量540kg)である。（静岡県）